# Homo sapiens
Homo sapiens (Linnaeus, Systema naturae, 1758; in latino, «uomo sapiente») è la definizione tassonomica dell'essere umano moderno. Appartiene al genere Homo, di cui è l'unica specie vivente, alla famiglia degli ominidi e all'ordine dei primati.
L'epoca del periodo interglaciale medio, circa 300 000 anni fa, vide la comparsa in Africa orientale della specie Homo sapiens. Secondo le teorie prevalenti, dal continente africano, circa 65-75 000 anni fa (o, secondo altre evidenze, alcune decine di migliaia di anni prima), in stretta coincidenza con una fortissima riduzione della popolazione globale, parte della specie iniziò un percorso migratorio che, attraverso un corridoio mediorientale, la portò a diffondersi e diversificarsi sull'intero pianeta fino all'epoca odierna, con importanti impatti fisici e biologici sull'ambiente e sul clima.
La precisa datazione dei primi esemplari definibili sapiens, tradizionalmente posta a circa 130 000 anni fa, è stata spostata dalle scienze paleontologiche più indietro nel tempo, grazie a ritrovamenti nei tufi vulcanici della valle del fiume Omo in Etiopia. Per mezzo di tecniche basate sui rapporti fra gli isotopi dell'argon, alcuni reperti anatomicamente simili all'essere umano moderno sono stati datati a 195 000 anni fa, con un'incertezza di ±5 000 anni. Nuove datazioni del 2017 su reperti rinvenuti nel 1961 nel sito archeologico di Jebel Irhoud, in Marocco, sposterebbero l'origine dell'Homo sapiens a circa 300 000 anni fa.

## Sintesi preliminare delle caratteristiche generali
Data l'estensione dell'argomento, le diverse caratteristiche vengono trattate più estesamente nei differenti e successivi paragrafi della voce, sintetizzando in questo le sole sezioni salienti.
Le caratteristiche anatomiche che differenziano maggiormente Homo sapiens dalle specie a esso affini e le conseguenze sulla sua biologia e comportamento si concentrano principalmente sul grado di sviluppo del sistema nervoso, inteso come massa e complessità, e sulla sua organizzazione neurale.

### Sistema neurosensoriale e adattamento
Gli umani hanno un cervello molto strutturato e sviluppato, molto grande in proporzione alle dimensioni dell'individuo (quoziente di encefalizzazione), con notevoli doti di neuroplasticità, capace di un pensiero sviluppato sotto forma di creatività, ragionamento astratto, linguaggio e introspezione. Questa capacità mentale li distingue dagli altri esseri viventi. Altre caratteristiche peculiari sono:
- la postura eretta, non molto comune nei mammiferi e presente solo nei canguri;
- gli arti superiori liberi e con notevoli doti di precisione, sensibilità e prensili per l'origine arboricola, peraltro caratteristica comune a tutto l'ordine tassonomico;
- la visione binoculare necessaria alla percezione della profondità (stereopsi);
- la conseguente precisione nella manipolazione degli oggetti.

Tali caratteristiche hanno permesso agli esseri umani di creare una grande varietà di manufatti e utensili atti a migliorare il proprio adattamento all'ambiente, la sopravvivenza e l'espressione creativa.

### Origine e diffusione
Una pubblicazione del luglio 2019, riportava che il più antico esemplare in Europa, allora noto di Homo sapiens, era stato scoperto in una grotta, denominata Apidima, nelle vicinanze di Kalamata e Sparta nel Peloponneso in Grecia, scoperta nel 1978 da un team di ricercatori del Museo Archeologico di Grecia in collaborazione con il Laboratorio di Geologia Storica Paleontologica dell'Università di Atene, e dell'Università Aristotele di Salonicco, condotto da Theodoris Spitzios.
I ricercatori scoprirono circa 20 000 reperti (ossa, denti, strumenti litici e altro, tra cui due crani, denominati Apidima 1 e Apidima 2); il cranio "Apidima 1" è la più antica testimonianza a oggi ritrovata di Homo sapiens, datato a oltre circa 210 000 anni fa. Apidima 1 è stato datato col metodo scientifico attualmente più evoluto basato sull'Uranio-Torio-230 (stabilizzazione del carbonato di calcio) ed è risultato più antico di decine di migliaia di anni rispetto agli antecedenti reperti di Homo sapiens con datazione certa ritrovati in Africa o Europa, precedentemente considerati i più vecchi, con un salto cronologico impressionante che ridiscute tutta la teoria del sapiens. La ricercatrice a capo del progetto Katerina Harvati spiega che almeno due popolazioni vivevano in Grecia meridionale nel Pleistocene medio: una primigenia popolazione di Homo sapiens, seguita dalle evidenze dei ritrovamenti dopo circa 40 000 anni da una popolazione di neandertaliani. Al 2021 sono in corso le estrazioni del DNA dagli antichissimi ritrovamenti, anche se, secondo lo stesso team, l'operazione potrebbe essere difficilissima.
Queste conclusioni dovranno ora essere correlate con i ritrovamenti degli scavi condotti tra il 2016 e il 2022, nel sito archeologico di Ilsenhöhle, una grotta la cui entrata si trova sotto il castello di Ranis nell'omonima cittadina della Turingia in Germania, che hanno portato alla luce resti di homo sapiens datati a 45.000 anni fa.

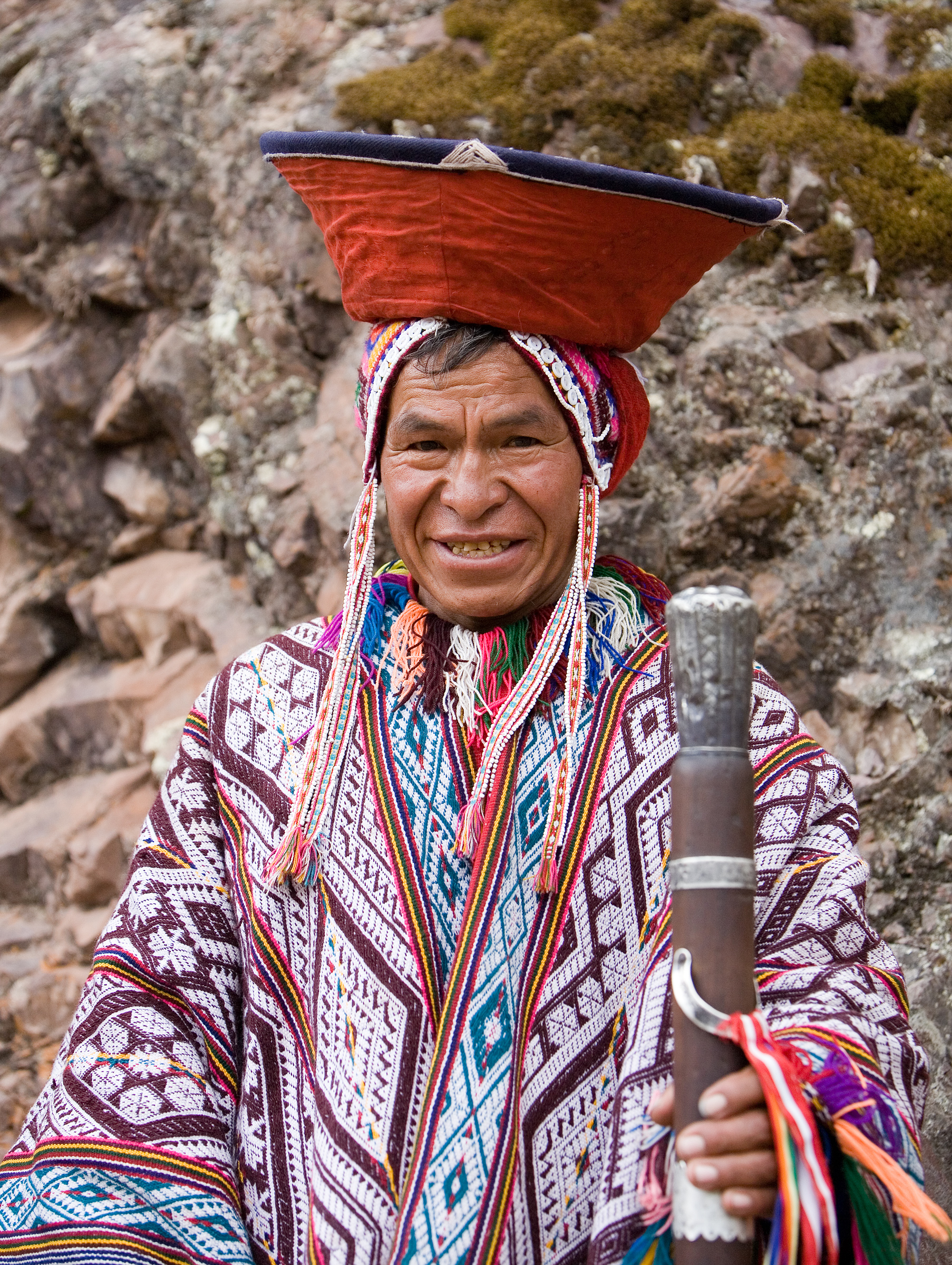
Uomo andino. L'abbigliamento varia notevolmente e caratterizza l'aspetto esteriore umano per epoche, clima, etnie, età, status sociale e cultura.

Dall'origine ipotizzata di provenienza africana della specie ("Out of Africa Hypothesis", ipotesi nella quale l'essere umano sarebbe nato in Africa e successivamente in espansione nel resto del mondo), nei ritrovamenti etiopici in tufi vulcanici della valle del fiume Omo, si possono datare con tecniche basate sui rapporti isotopici dell'argon, a 195 000 anni (con un'incertezza di ±5 000 anni) due esemplari (Omo II e Omo I), rispettivamente di H. erectus moderno e H. sapiens arcaico (da cui secondo quest'ipotesi si sarebbero evoluti gli uomini attuali); a oggi, H. sapiens si è diffuso su tutta la superficie delle terre emerse (attualmente anche in Antartide, a scopi scientifici, e nonostante il clima inospitale) con una popolazione totale che ha superato, il 15 novembre 2022, gli 8 miliardi di individui. Secondo ritrovamenti avvenuti in Marocco nel 2017, l'Homo sapiens avrebbe cominciato a diffondersi secondo lo studio di Daniel Richter e Shannon McPherron del Max Planck Institute, nell'intero continente africano già 315 000 anni fa, stimando la datazione del sito dei ritrovamenti.

### Organizzazione sociale
Similmente alla maggior parte dei primati, H. sapiens è un animale sociale. È inoltre particolarmente abile nell'utilizzo di sistemi di comunicazione per l'espressione, lo scambio di idee e l'organizzazione; crea complesse strutture sociali composte da gruppi in cooperazione e competizione, che variano dalle piccole famiglie e associazioni fino alle grandi unioni politiche, scientifiche, economiche. L'interazione sociale ha introdotto una larghissima varietà di tradizioni, rituali, regole comportamentali e morali, norme sociali e leggi che formano la base della società umana.

### Cultura
La specie umana manifesta il desiderio di capire e influenzare il mondo circostante, cercando di comprendere, spiegare e manipolare i fenomeni naturali attraverso la scienza, la filosofia, la mitologia e la religione. Questa curiosità naturale ha portato allo sviluppo di strumenti tecnologici e abilità avanzate; H. sapiens è l'unica specie ancora vivente che comunica attraverso la scrittura simbolica, utilizza il fuoco, cuoce i propri cibi, si veste e usa numerose tecnologie.
Gli esseri umani possiedono anche un marcato apprezzamento per la bellezza e l'estetica che, combinato col desiderio di auto-espressione, ha condotto a creative innovazioni culturali quali le arti, comprensive di tutte le discipline musicali, figurative e letterarie.

## Evoluzione e diffusione della specie
La teoria attualmente più riconosciuta stima che:
- la sottotribù Hominina si sia evoluta nel Rift africano da una popolazione di Ominidi, progenitori comuni agli scimpanzé, circa 5-6 milioni di anni fa
- il genere Homo si sia differenziato 2,3-2,4 milioni di anni fa dall'Australopithecus e diffuso sul globo come Homo erectus (Out of Africa I)
- la specie H. sapiens si sia sviluppata anch'essa in Africa circa 300 000 anni fa e successivamente (100 000-65 000 anni fa) sia ugualmente migrata tra i continenti (Out of Africa II) con possibili ibridazioni successive con specie affini (Homo neanderthalensis, Homo di Denisova)

### Evoluzione biologica

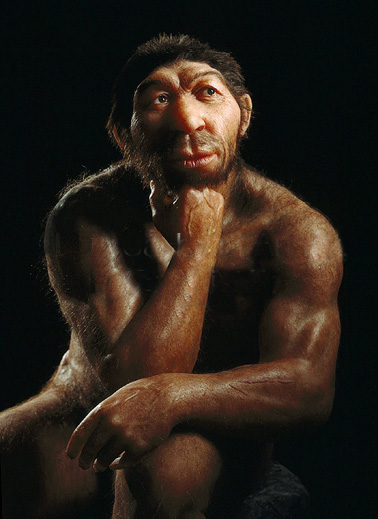
L'uomo di Neanderthal, ultimo congenere noto del sapiens è convissuto almeno per alcune decine di migliaia di anni con la nostra specie. L'immagine mostra una ricostruzione fatta dal Landesmuseum für Vorgeschichte Sachsen-Anhalt ad Halle, Germania: la tesi principale, esposta nel 2006, confermata nel 2007 e basata su tecniche avanzate di biologia molecolare, ipotizza che la specie, in Europa, abbia sviluppato individui di carnagione bianca con capelli rossi; il tipo di pigmentazione è in accordo con la scarsa irradiazione ultravioletta del territorio colonizzato.

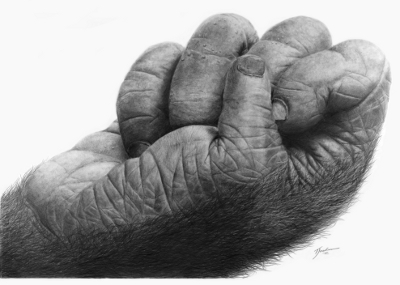
Mano di scimpanzé, dove si nota la differente struttura del pollice. Sviluppo cerebrale e locomozione bipede hanno permesso di utilizzare, fin dai primi antenati dell'essere umano attuale, le mani come mezzo per costruire e utilizzare strumenti e fare evolvere all'atto pratico molte delle variegate attività umane liberandole dal compito locomotorio. Le mani e la loro anatomia ed evoluzione permettono di ricostruire il percorso evolutivo che ha poi portato all'acquisizione di progressive abilità pratiche, fino alla capacità tecniche rappresentate nella cultura acheuleana. L'elongazione delle dita, che ha riguardato in parallelo oltre agli ominini anche i panini (che differiscono dai primi per un pollice più breve), è uno degli elementi chiave riguardo a questo aspetto e viene completato dalla presa di precisione tra il pollice e le falangi distali delle dita reso possibile dai pollici opponibili. Nonostante la mano umana abbia uniche caratteristiche anatomiche, tra cui un pollice più lungo e le dita che possono essere controllate individualmente a un livello superiore, la sua destrezza non può essere spiegata esclusivamente da fattori anatomici, ma da aspetti neurali. Le sue proporzioni sono sufficientemente plesiomorfiche con quelle dei progenitori delle scimmie antropomorfe attuali, ma scimpanzé e gorilla, in modo indipendente, hanno acquisito metacarpi allungati come parte dell'adattamento alle loro modalità di locomozione.

Lo studio scientifico dell'evoluzione umana comprende lo sviluppo del genere Homo e lo studio degli altri ominidi, quali ad esempio Australopithecus, a esso strettamente correlati. Gli umani moderni appartengono alla specie Homo sapiens, per alcuni autori suddivisibile in due sottospecie: Homo sapiens sapiens e Homo sapiens idaltu (tradotto approssimativamente come "essere umano saggio maggiore"), estinto.
Dal punto di vista anatomico, gli umani moderni appaiono in testimonianze di reperti della grotta di Apidima in Grecia (Europa) risalenti a 210 000 anni fa e successivamente 80 000 anni più tardi in altri reperti risalenti 130 000 anni fa in Africa. Inoltre, sono stati rinvenuti in tufi vulcanici della valle del fiume Omo in Etiopia resti risalenti a 195 000 anni fa, datati con tecniche basate sui rapporti isotopici dell'argon, con un'incertezza di ±5 000 anni.
I parenti più stretti ancora viventi di Homo sapiens sono le due specie appartenenti al genere Pan, comunemente noti come scimpanzé: il bonobo (Pan paniscus) e lo scimpanzé comune (Pan troglodytes). Le due specie sono ugualmente vicine, ovvero condividono lo stesso antenato comune; la differenza principale tra essi è l'organizzazione sociale: matriarcale per il bonobo e patriarcale per lo scimpanzé comune. Il sequenziamento completo del genoma ha portato alla conclusione che "dopo 6,5 milioni di anni di evoluzione separata, le differenze tra bonobo/scimpanzé e umani sono soltanto dieci volte maggiori di quelle esistenti tra due persone qualsiasi e dieci volte minori di quelle esistenti tra ratti e topi".
Infatti, il 98,6% della sequenza di DNA è identica tra le due specie di scimpanzé e gli esseri umani. È stato stimato che la linea umana si sia distaccata da quella dei gorilla circa otto milioni di anni fa e da quella degli scimpanzé circa cinque milioni di anni fa. Tuttavia, un cranio ominide rinvenuto in Ciad nel 2001, classificato come Sahelanthropus tchadensis, risale approssimativamente a sette milioni di anni fa, la qual cosa potrebbe indicare una divergenza precedente; anche studi del 2009 su Ardipithecus ramidus portano a 5,4-7,4 milioni di anni la probabile divergenza. Queste minime differenze genetiche hanno portato alcuni scienziati, il più noto dei quali al vasto pubblico è Jared Diamond, a ipotizzare una riunificazione di uomini e scimpanzé sotto lo stesso genere Homo, come nell'originale schema di Linneo del Systema Naturae, edizione 1758. Ciò implicherebbe ovviamente una revisione totale almeno dei generi Pan, Ardipithecus, Kenyanthropus, Australopithecus e Homo.
L'attuale variabilità genetica della specie umana è estremamente bassa, comparativamente a quanto succede in altri raggruppamenti tassonomici animali.
I genetisti Lynn Jorde e Henry Harpending dell'università dello Utah hanno suggerito che la variazione del DNA umano è piccolissima se comparata con quella di altre specie e che durante il Tardo Pleistocene, la popolazione umana fosse ridotta a un piccolo numero di coppie genitoriali - non superiori alle 10 000 e forse intorno alle 1 000 - con la conseguenza di un pool genico residuo molto ristretto, la fortissima riduzione della popolazione globale accennata nell'introduzione della voce. Sono state formulate varie spiegazioni per questo ipotetico collo di bottiglia, tra cui la più famosa Teoria della catastrofe di Toba.
L'evoluzione umana è caratterizzata da un certo numero di importanti tendenze fisiologiche, incluse l'espansione della cavità cerebrale e del cervello stesso, che arriva, con una distribuzione variabile per ogni singolo individuo, a un volume tipico di 1260 cm³, oltre il doppio di quello di uno scimpanzé o gorilla. Il ritmo di crescita postnatale del cervello umano differisce da quello delle altre scimmie antropomorfe (eterocronia), permettendo un lungo periodo di apprendimento sociale e l'acquisizione del linguaggio nei giovani umani. Gli antropologi fisici sostengono che la riorganizzazione della struttura del cervello sia più importante della stessa espansione cerebrale. Altri significativi cambiamenti evolutivi includono una riduzione dei denti canini, lo sviluppo della locomozione bipede e la discesa della laringe e dell'osso ioide che permise il linguaggio. Come siano collegate queste tendenze e quale sia il loro ruolo nell'evoluzione di una complessa organizzazione sociale e della cultura rimangono questioni ancora dibattute.

#### Tipologia
L'Homo sapiens è una specie monotipica.
Nel tempo sono state proposte specie, sottospecie e paleosottospecie di Homo sapiens, anche se sono in corso tutt'oggi dibattiti sull'argomento, dato che specie e sottospecie sono definizioni convenzionali e non differenziazioni oggettive calcolabili o rilevabili.
Alcuni antropologi considerano la specie costituita da due diverse paleosottospecie: Sapiens e Idaltu. Molti considerano i Neandertal una specie e altri una sottospecie. Infine alcuni considerano H. heidelberg un progenitore, altri una specie e altri ancora una paleosottospecie.
- Homo sapiens sapiens, l'essere umano moderno
- Homo sapiens idaltu, paleosottospecie estinta
- Homo sapiens heidelbergensis (uomo di Heidelberg)
- Homo sapiens neanderthalensis (uomo di Neanderthal)

Con l'utilizzo di tecniche di biologia molecolare per la verifica di eventuali riapparentamenti genetici, al 2011 gli studi basati sull'analisi matrilineare del DNA mitocondriale, mostravano una scarsa possibilità di passata ibridazione, mentre le analisi del genoma nucleare, anche stimolate dal progetto Neanderthal genome project del Max Planck Institute for Evolutionary Anthropology tedesco e del 454 Life Sciences statunitense di sequenziamento del genoma neandertaliano indicano una vasta ibridazione;
la ricerca Archeogenetiche di Svante Pääbo (Max Planck Institute) ha dimostrato che circa il 70-80% del genoma Neandertaliano è ancora presente attualmente nell'umanità, sparso in quantità fino al 5% circa nel DNA di ogni euroasiatico.
- Uomo di Denisova è la definizione provvisoria di una popolazione di Homo, le cui relazioni genetiche con le altre specie sono in fase di definizione attraverso analisi del DNA cellulare e mitocondriale.[28]

Questi tre tipi di Homo (Sapiens, Neanderthalensis e di Denisova) più uno ulteriore non ancora individuato, come evidenziato dal team di Svante Pääbo al Max Planck Institute, si sono più volte incrociati creando un flusso genetico che ha ibridato in misure diverse ed epoche diverse tutte le popolazioni di Homo, fino ad arrivare nel nostro attuale DNA che con tecniche Archeogenetiche, che si avvalgono di supercomputers, si è potuto calcolare con sufficiente precisione la sequenza temporale e la quantità delle varie ibridazioni, fino al punto di rendersi conto che esiste un ulteriore flusso e ibridazione proveniente da un tipo di Homo che in effetti fiora non è mai stato ritrovato e neanche ipotizzato prima dell'avvento dell'archeogenetica di Pääbo.
In particolare si ritrovano evidenze di componenti genetiche di H. denisova nelle popolazioni melanesiane e asiatiche in misura minore, e forti componenti di H. neandertal nelle popolazioni asiatiche e in misura minore europee.  Si ipotizzano importanti coinvolgimenti di queste sequenze nel miglioramento del metabolismo, adattabilità e sistema immunitario, in particolare dei geni HLA di classe I, il complesso maggiore di istocompatibilità umano.

### Evoluzione culturale

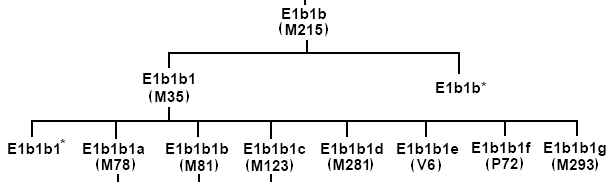
Si sono osservate nelle popolazioni umane in età contemporanea, in alcuni casi tendenze microevolutive superiori a quelle attese sotto l'esclusivo effetto della sola deriva genetica casuale, se presenti fattori favorenti la selezione naturale. Nell'esempio specifico un anticipo dell'età di riproduzione (età media al primo figlio scesa da 26 a 22 anni) dall'inizio del XIX secolo al 1940, in un'isola canadese a un centinaio di chilometri da Québec, in Canada. Pur con le tolleranze dovute ai fattori socioeconomici confondenti, il dato risulterebbe significativo.

L'irrilevanza, su scala temporale storica, del processo di evoluzione biologica non segna una stasi nel progresso della specie.
Pur rimanendo biologicamente la stessa specie da circa duecentomila anni, e non subendo alcuna mutazione significativa da almeno diecimila, il processo evolutivo passa all'ambito sociale, tecnologico e culturale.
Le prime e significative fasi dello stesso, in parte portate avanti da progenitori evolutivi della specie attuale, rientrano nello studio della preistoria.
La stasi apparente nell'evoluzione biologica, in realtà è un fatto dovuto alla periodizzazione considerata, nella scala temporale di riferimento.
Rarefatte esplosioni evolutive su scale a lungo termine (centinaia di migliaia/milioni di anni), d'altronde, sembrerebbero riflettere cambiamenti permanenti, come appunto la genesi di nuove specie, mentre fluttuazioni a breve termine rappresenterebbero le variazioni di nicchia locali, ottimali, selezionate da limitate variazioni ambientali all'interno di una zona, e utili a creare popolazioni all'interno della specie, adattate alle nuove condizioni.
L'apprendimento sociale diventa quindi essenziale e primario per l'adattamento umano all'ambiente, e principale motore del presente, osservabile, processo evolutivo.

### Popolamento del pianeta

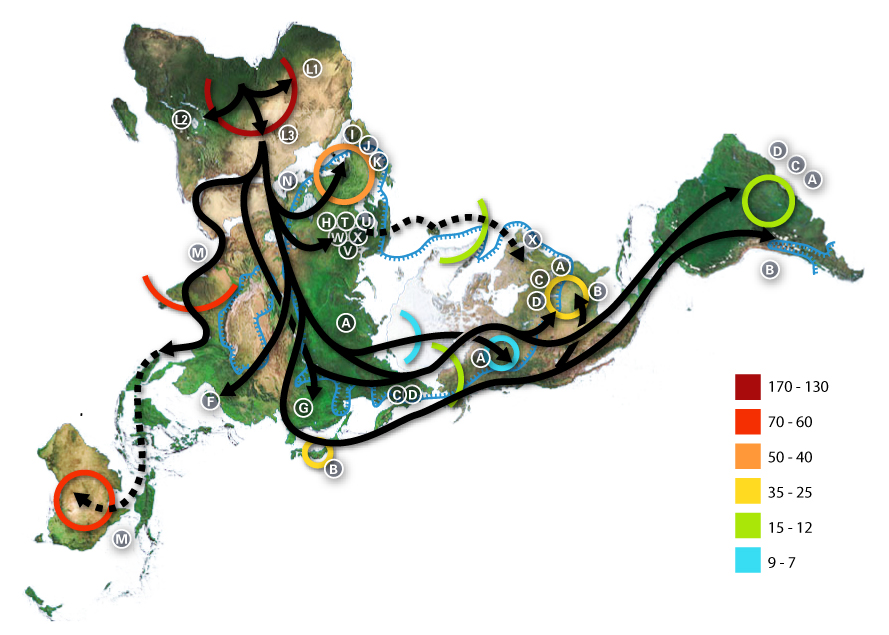
Mappa delle migrazioni secondo gli aplogruppi mitocondriali umani.

Esistono teorie più o meno condivise sulle origini dell'essere umano contemporaneo. Esse riguardano il rapporto tra gli esseri umani moderni e gli altri ominidi.
- L'origine africana dell'Homo sapiens è il modello paleoantropologico dominante tra le teorie che tendono a descrivere l'origine e le prime migrazioni umane dell'anatomicamente moderno. È conosciuta anche come: ipotesi dell'origine unica, fuori dall'Africa, ipotesi africana, teoria della migrazione dall'Africa (dall'inglese Out of Africa o Out of Africa 2), origine africana recente, ipotesi di un'origine unica e recente (RSOH dall'inglese recent single-origin hypothesis), teoria del rimpiazzo (dall'inglese Replacement Hypothesis).

L'ipotesi dell'origine unica propone che gli esseri umani moderni si siano evoluti in Africa e che siano poi migrati all'esterno sostituendo quegli ominidi che erano in altre parti del mondo.
Su di essa sussistono vastissime evidenze paleoantropologiche, date da diverse migliaia di ritrovamenti fossili, archeologiche, linguistiche, climatologiche (modificazioni climatiche e conseguenti selezioni della popolazione), genetiche (mtDNA e nucleare, in particolare Aplogruppi del cromosoma Y)
.
- I dati molecolari condotti mediante marcatori non ricombinanti, come il DNA mitocondriale, sostengono questa ipotesi. L'analisi filo-geografica ha infatti mostrato che il popolamento da parte dell'essere umano moderno dei continenti è proceduto a ondate successive a partire dal continente africano.
- I dati paleo-antropologici testimoniano che in principio sarebbe emersa una popolazione del sud dell'Africa, isolatasi dal resto della popolazione, in un'epoca compresa tra 200 000 e 100 000 anni fa, costituita da individui piuttosto gracili rispetto ai tipi prevalenti di Homo heidelbergensis e Homo neanderthalensis. Gli individui originari della umanità odierna furono costituiti da una popolazione Khoisan ancestrale da cui derivò l'attuale tipo etnico Khoisan[43][44]. Erano individui piccoli e snelli, con una scatola cranica grande, un apparato masticatorio meno massiccio di altre specie, e presumibilmente la pelle scoperta da peli e un linguaggio evoluto. Probabilmente in origine adattati per vivere presso ambienti acquatici e di foresta in zone tropicali.

Da questo nucleo originario sarebbero derivate tre ramificazioni che dettero origine una al tipo khoisan l'altra al tipo dei pigmei africano e il terzo tipo da cui derivarono tutti gli altri tipi etnici umani. Dal terzo tipo derivò inizialmente la popolazione australoide che si diffuse partendo dall'Africa orientale circa 60 000 anni fa, e forse più, colonizzando tutta la zona tropicale fino al continente australiano, una popolazione dalla pelle scura che non utilizzava abbigliamento per difendersi dal freddo e che si diffuse seguendo le coste dei mari in cerca di molluschi. Recenti aggiornamenti basati su repertazioni in territorio arabico anticipano di alcune migliaia di anni questa fase migratoria, ipotizzando un corridoio passante per la parte meridionale del Mar Rosso, e sollevando dei dubbi sul posizionamento precedente o seguente il grande evento di riduzione della popolazione umana concomitante (Teoria della catastrofe di Toba).
Nel 2015 la rivista Nature ha pubblicato la notizia che alcuni denti fossili ritrovati in Cina risalirebbero a circa 120 000 anni; tale datazione sposterebbe indietro la data delle prime ondate migratorie dall'Africa, consentendo inoltre di ipotizzare che la prima colonizzazione sia avvenuta verso l'Asia.
La seconda ondata è quella del tipo dell'uomo di Cromagnon, partita dal medio-oriente circa 40 000 anni fa, che colonizzò il continente Europa. Questa popolazione era di alta statura, aveva la carnagione più chiara, era dedita alla caccia di grande selvaggina, utilizzava una sofisticata tecnologia della pietra e usava pellicce per coprirsi. I resti più antichi di Homo Sapiens in Europa sono datati a 44 000 anni fa e si riferiscono a dentature rinvenute nella Grotta del Cavallo nella Baia di Uluzzo nel Comune di Nardò. I reperti, ritrovati durante scavi condotti dal prof. Palma Di Cesnola dell'Università di Siena nel 1964, finora ritenuti appartenenti all'uomo di Neandertal, sono stati oggetto di nuovo studio nel 2011: i fossili degli strati coevi alle dentature (conchiglie) esaminati al radiocarbonio nei laboratori dell'Università di Oxford per conto del Dipartimento di Antropologia dell'Università di Vienna e lo studio morfologico dello smalto delle dentature, ne hanno confermato l'appartenenza all'Homo Sapiens, spostando di almeno 4 000 anni la datazione sulla presenza dell'uomo moderno in Europa e confermando, altresì, la coabitazione almeno nell'ambito del sito del ritrovamento dell'uomo di Neandertal con l'uomo moderno.
La terza ondata (circa 25 000 anni fa) partì sempre dal medio oriente e si spinse attraverso l'Asia centrale fino in America settentrionale; di essa resta la popolazione Ainu del Giappone come esempio puro e da questa popolazione più diffusa derivarono tutti i tipi etnici successivi. La comparsa degli esseri umani grandi cacciatori determinò l'estinzione di molte specie animali alla fine del pleistocene, tra cui anche la scomparsa di tutte le altre specie del genere Homo.
Circa a 12 000 anni fa risale la comparsa del tipo paleomongolico che si diffuse dall'Asia centrale fino a colonizzare tutto il continente America. Circa a 7 000 anni fa risalgono le diffusioni dei tipi etnici mediterranei che dal medio oriente si diffusero in Europa e India, e il tipo neomongolico che si diffuse in Asia orientale; questi ultimi tipi umani sono dediti alle attività economiche dell'agricoltura e allevamento. Infine vi sono le grandi diffusioni umane dei periodi storici che specie negli ultimi secoli ha portato alla grande diffusione del tipo europoide, come tipo ibrido tra i tipi Cro Magnon e mediterraneo e neo-mongolide, che attraverso la colonizzazione ha dato origine ad altre popolazioni ibride in tutti i continenti, un processo che continua oggigiorno e tende a una completa ibridazione di tutti i tipi umani.
- L'ipotesi multiregionale, o della continuità regionale invece, propone che gli esseri umani moderni si siano evoluti, almeno in parte, da popolazioni di ominidi indipendenti.[49]
- L'ipotesi dell'origine euroasiatica o "Out of Eurasia" è una terza ipotesi alternativa, variante della multiregionale. Rivedendo in qualche modo l'ipotesi multiregionale sulla base di ritrovamenti archeologici euroasiatici, dallo studio del DNA (aplogruppo M-N-R dell'mtDNA e gli aplogruppi D-E-C-F del cromosoma Y) ipotizza un'origine euroasiatica dell'Homo sapiens.

### Evoluzione tecnologica e sociale

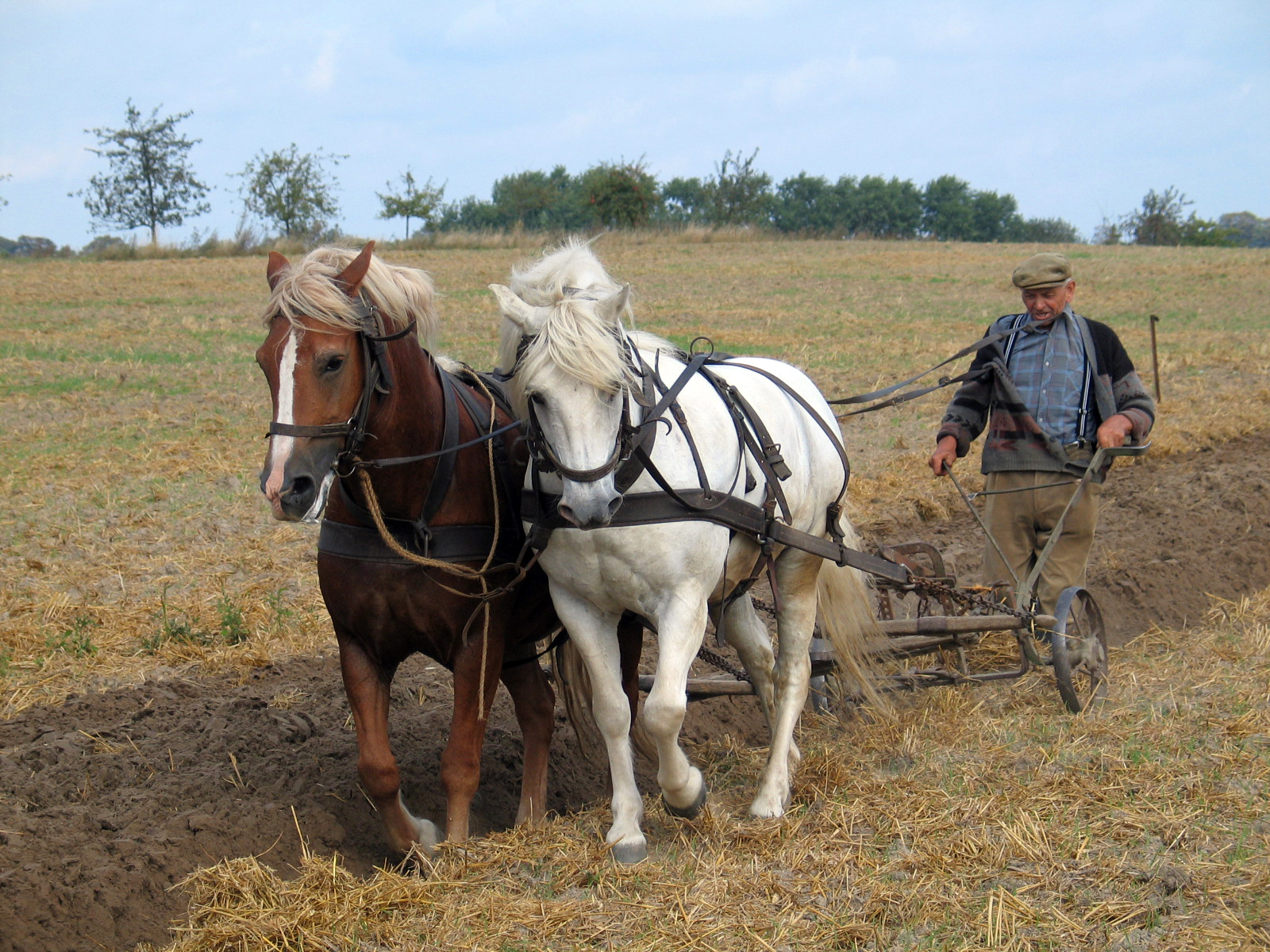
L'agricoltura è stata una tappa delle diverse strade percorse nella civilizzazione umana.

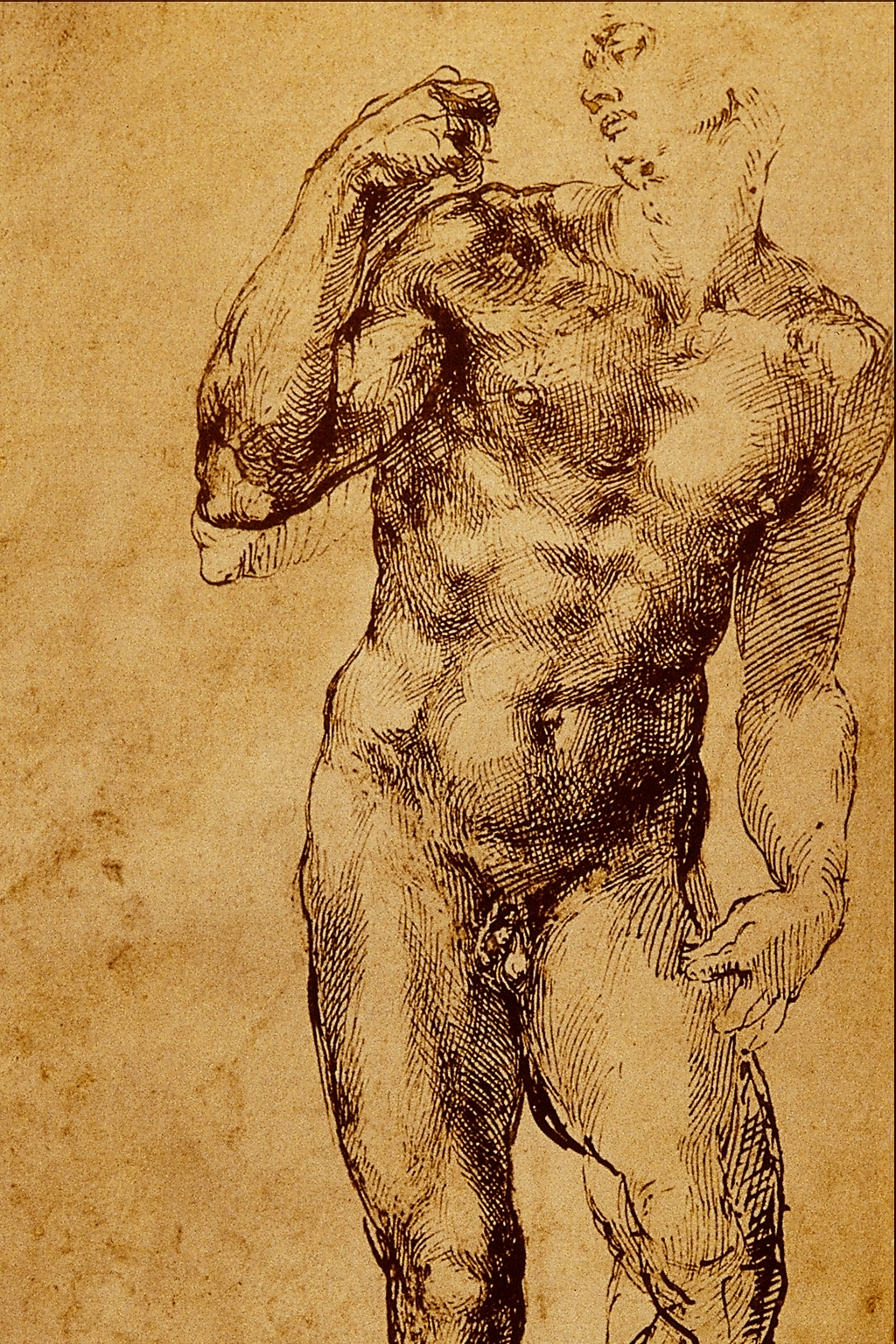
"Studio d'Uomo Nudo", disegno dell'artista Michelangelo Buonarroti, famoso per i suoi nudi maschili

L'essere umano moderno è caratterizzato dal suo modello culturale connesso strettamente alla società a cui appartiene. Questa prospettiva, non si pone come unicità del regno animale. Viene considerato fatto acquisito dalle ricerche in ambito neurobiologico e neurocognitivista che l'espressione culturale non abbia assolutamente un valore extra-naturale. Inoltre altri animali (delfini, primati, elefanti, ecc) presentano un passaggio di conoscenza in senso orizzontale, presentano quindi cultura. È evidente però che nell'essere umano questa attitudine è ipertrofica, se paragonata ad altri animali.
Dalla sua comparsa sulla terra fino a oggi, culture e società umane hanno continuamente subito mutamenti, in un lento e progressivo sviluppo che ha portato a un'evoluzione culturale dell'essere umano, chiamata sinteticamente progresso.
Nel corso della storia le varie società si sono sviluppate, portando avanti una complessità sempre crescente, con l'aumentare delle conoscenze, delle varie culture e delle popolazioni. Crisi alimentari, scoperte e rivoluzioni scientifiche e sociali hanno spesso segnato i passaggi di questa evoluzione.
Il progresso della civiltà umana ha portato al prolungamento della speranza di vita e al miglioramento delle condizioni igienico sanitarie, al riconoscimento di diritti dell'essere umano, alla maggior conoscenza delle risorse naturali e al miglioramento della qualità di vita generale, anche se a tutt'oggi in molte parti del mondo queste evoluzioni sono avvenute solo in parte o non sono ancora potute avvenire.
Caratteristica di questa parte evolutiva è la sempre maggiore velocità nel trasferimento orizzontale di elementi culturali, reso sempre più efficiente dai mezzi tecnologici che, a partire dalla scrittura, hanno reso possibile il fenomeno. La trasmissione veloce, a distanza, delle informazioni a partire dal XIX secolo, ha velocizzato il fenomeno, cresciuto esponenzialmente nel XX e XXI con le tecnologie digitali.

### Esplorazione dello spazio esterno al pianeta
I primi oggetti lanciati dall'essere umano all'esterno dell'atmosfera sono stati i vettori V2 di Wernher von Braun nel 1942, progettati per scopi bellici e non esplorativi ma che nel 1944 effettuarono voli di test per scopi scientifici, entrando nella termosfera. Il primo oggetto a essere messo in orbita intorno al pianeta Terra è stato lo Sputnik 1, lanciato dal Programma spaziale sovietico nel 1957. Sempre nell'ambito del programma sovietico il 12 aprile 1961 Jurij Gagarin fu il primo essere umano a volare nello spazio esterno, mentre nell'ambito del programma Apollo gli astronauti Neil Armstrong e Buzz Aldrin furono i primi ad atterrare sulla luna e camminare sulla sua superficie.
Nel 1971 la stazione spaziale Saljut 1 fu il primo presidio permanente al di fuori dell'atmosfera, sostituita successivamente da altre stazioni fra cui la Mir e la Stazione spaziale internazionale.

## Biologia

### Anatomia e genetica
Dimensioni

Schema di scheletro umano.

Il corpo umano presenta diverse caratteristiche antropometriche esteriori che variano in maniera pressoché continua da individuo a individuo e per differente genere. Le dimensioni corporee, ad esempio, sono in gran parte determinate geneticamente, ma sono influenzate in maniera altamente significativa da fattori ambientali come per esempio la dieta e l'esercizio fisico. L'altezza media di un essere umano adulto varia, per etnie e sesso, seguendo approssimativamente una distribuzione normale e cambiando significativamente da luogo a luogo. In Italia, ad esempio, la popolazione compresa tra il 3° d il 97° percentile nella misura della statura mostra un'altezza di 163-186 cm per i maschi e 151-174 cm per le femmine, ma nel mondo sono state rilevate stature estreme, per quanto noto, comprese tra 55,88 e 272 cm. I fattori socioeconomici sono fondamentali nella variazione dei parametri antropometrici in una popolazione, che può avere incrementi anche molto elevati, in seguito a un miglioramento degli stessi.
Locomozione, postura prensilità
Gli umani sono capaci di un completo movimento bipede ed eretto, lasciando così le braccia libere, libere anche di manipolare oggetti attraverso le mani, caratterizzate dal pollice opponibile e particolarmente versatili nella loro prensilità. Poiché la fisiologia umana non si è del tutto adattata al bipedismo, la regione pelvica e la colonna vertebrale tendono a logorarsi con l'età, creando difficoltà locomotorie nella vecchiaia.
Pelo
Gli esseri umani, fatta eccezione per testa, arti e zona pubica, appaiono relativamente privi di pelo se comparati ad altri primati. In realtà, un uomo medio possiede un numero maggiore di peli rispetto a un normale scimpanzé. La maggiore differenza è che i peli degli uomini sono più corti, più sottili e più chiari di quelli di un generico scimpanzé e ciò li rende meno appariscenti.
Dentatura
La formula dentaria si è conservata nel corso dell'ominazione, mantenendo quella di tutte le altre scimmie catarrine, evolvendo però le caratteristiche dei denti orientati verso una dieta mista, di tipo onnivoro. Dall'antenato comune alle altre antropomorfe, a grandi linee si osserva una generale riduzione delle dimensioni dei denti canini, e in generale delle dimensioni di tutti i denti, delle ossa mascellari e della robustezza delle inserzioni dei muscoli interessanti la masticazione nonché, caratteristica ominide, la formazione di primi premolari inferiori bicuspidati. Il dente del giudizio spesso è vittima della riduzione evolutiva generale delle dimensioni mascellari, e presenta a volte anomalie e imperfezioni nell'eruzione e nella crescita.
Colore cutaneo
La tonalità dei peli e della pelle umane è determinata dalla presenza di pigmenti chiamati melanine. Le tonalità possono variare da un marrone molto scuro a un rosa molto chiaro, mentre il colore dei capelli varia dal biondo al castano, al rosso, fino al nero, che è il più diffuso. Il colore scuro della pelle è un adattamento evolutosi come protezione dai raggi ultravioletti del sole, essendone la melanina un efficace bloccante; il colore chiaro predomina negli ambiti geografici dove la selezione ha favorito invece il maggior grado di trasmissione delle frequenze luminose necessarie alla sintesi di colecalciferolo, vitamina del gruppo D prodotta principalmente, nell'uomo, a livello cutaneo. La colorazione della pelle degli uomini contemporanei è ancora parzialmente distribuita geograficamente, generalmente quindi correlata con il livello di radiazione ultravioletta, che aumenta avvicinandosi all'equatore. La pelle umana ha anche la capacità di abbronzarsi, ossia prima di scurire la melanina presente, poi di aumentare la quantità di melanina, diventando più scura e maggiormente protetta dagli effetti dannosi dei raggi UV.
Sistema nervoso centrale
Il cervello umano è il centro del sistema nervoso umano e caratterizza meglio di qualsiasi altra caratteristica anatomica le particolarità della specie. Pur non essendo volumetricamente il maggiore nel mondo animale e neppure nella linea evolutiva ominide, e non possedendo il migliore rapporto volume/massa corporea, esso ha la stessa struttura generale di altri mammiferi ma è in generale maggiore del previsto sulla base della dimensione del corpo degli altri primati. Stime per il numero di neuroni del cervello umano ne ipotizzano un numero di 80-120 000 000 000. La maggior parte dell'espansione proviene dalla corteccia cerebrale, in particolare i lobi frontali, che sono associati alle funzioni esecutive come l'auto-controllo, pianificazione, ragionamento e pensiero astratto. La porzione della corteccia cerebrale dedicata alla visione è inoltre notevolmente ampliata, e diverse aree corticali svolgono ruoli specifici nel linguaggio, una competenza, a questo livello di complessità, unica.
Il cervello umano adulto pesa in media circa 1,5 kg in circa 1 130-1 260 centimetri cubi con notevole variabilità individuale.
Ciclo circadiano
Il tempo necessario al riposo è compreso fra le sei e le otto ore al giorno per un adulto e da nove a dieci per un bambino; le persone più anziane di solito dormono da sei a sette ore al giorno. Nella società umana si sperimentano casi di carenza di riposo; questa mancanza può portare effetti negativi. Una restrizione delle ore per un adulto da otto a quattro porta cambiamenti nella fisiologia e nello stato mentale, inclusi fatica, aggressività e spossatezza.
Cariotipo
In quanto animale, quella umana è una specie eucariota. Ogni cellula diploide contiene 23 coppie di cromosomi, ricevuti da entrambi i genitori. Di questi, 22 paia sono autosomi e un paio sono cromosomi sessuali. Secondo le stime gli umani hanno circa 20 o 25 000 geni. Così come per gli altri mammiferi, le femmine hanno i cromosomi sessuali uguali (XX) e i maschi hanno cromosomi sessuali differenti (XY). Il cromosoma X è più largo e porta più geni del cromosoma Y: ciò significa che eventuali malattie del cromosoma X si manifestano più facilmente negli uomini, poiché eventuali errori presenti in geni del cromosoma X non presenti contemporaneamente anche nell'Y arrecherebbero danno al fenotipo umano; tuttavia, poiché nel cromosoma Y vi sono numerosi geni non presenti anche nell'X, tra cui primeggia l'SRY che è presente anche in molti altri animali, il patrimonio genetico maschile è complessivamente maggiore di quello femminile e consente la formazione di ulteriori tessuti nei maschi, il che comporta un forte contribuito al dimorfismo sessuale.
Voce e linguaggio
L'anatomia umana permette l'emissione di un notevole spettro di sonorità, articolabili in suoni definiti. La voce umana si presta quindi a fare da tramite a un complesso linguaggio, reso possibile per lo sviluppo cerebrale complessivo e delle specifiche aree deputate alla comunicazione. La natura fortemente sociale della specie permette l'utilizzo del mezzo per un amplissimo e variegato uso.

### Ciclo di vita

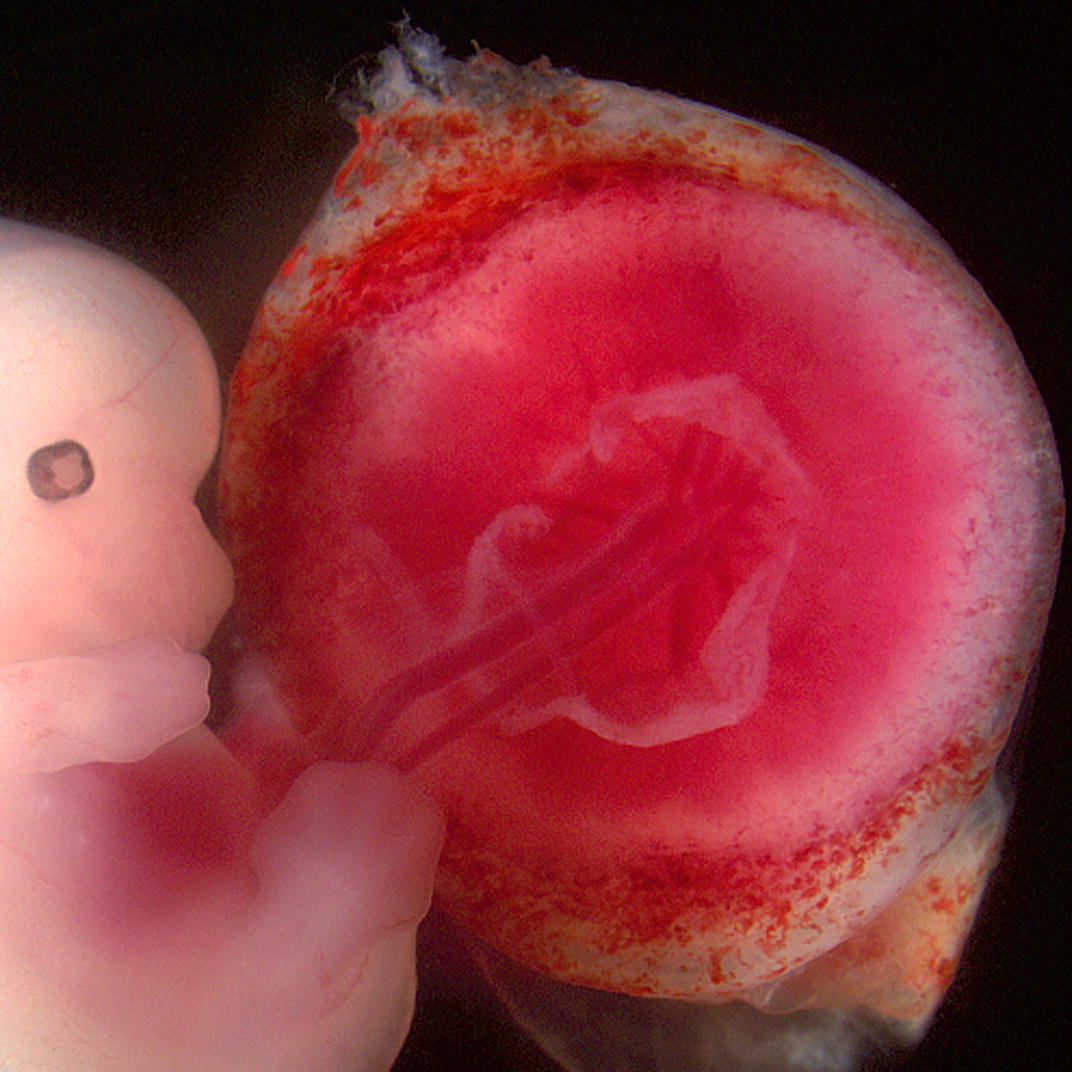
Feto umano impiantato nella mucosa uterina, con la placenta.

Il ciclo di vita umano è simile a quello degli altri mammiferi placentati.  Una cellula uovo è fecondata all'interno del corpo della femmina da uno spermatozoo attraverso l'atto sessuale. Recentemente i progressi in campo medico permettono anche la fecondazione in vitro, utilizzata in alcuni casi. La cellula uovo fecondata, chiamata zigote, inizia a moltiplicarsi prima nella tuba uterina e poi, in seguito all'impianto, all'interno dell'utero, diventando un embrione, e in seguito un feto. Dopo circa 9 mesi il feto, completamente sviluppato, viene partorito e può cominciare la sua vita indipendente.
Rispetto alle altre specie, il parto umano è un evento più delicato e può costituire una potenziale fonte di pericolo per madre e nascituro. Travagli dolorosi che possono durare più di ventiquattr'ore non sono rari e possono risultare dannosi, o addirittura mortali, per i soggetti coinvolti.
Tale anomalia è dovuta alla relativamente ampia circonferenza della testa del feto che ospita un generoso encefalo, e per la relativamente stretta cavità pelvica, entrambe evolutivamente recenti, la seconda dettata dall'acquisizione della stazione eretta e andatura bipede dell'uomo. L'aumento dei parti di successo è dovuto allo sviluppo delle tecniche mediche.

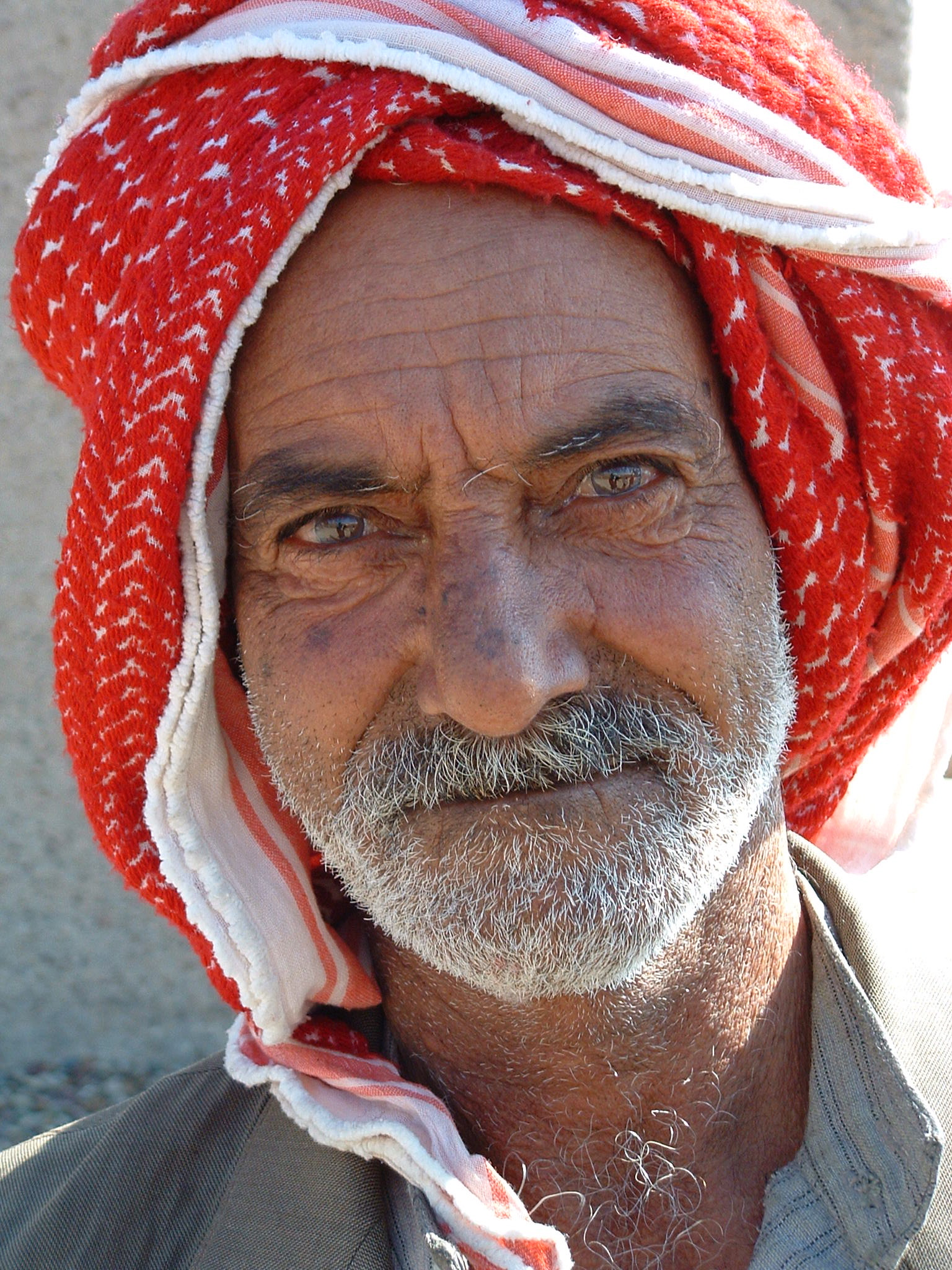
Un uomo anziano.

Nei paesi industrializzati i neonati pesano circa fra i 3 e i 4 kg e sono lunghi circa 50 o 60 centimetri. Un peso eccessivamente basso alla nascita, in regioni in via di sviluppo, non è un evento raro e contribuisce ad alzare il livello di mortalità infantile in queste regioni.
A partire dal momento della nascita, gli esseri umani iniziano a crescere, come qualsiasi altro cucciolo di mammifero. Il periodo del passaggio all'età adulta, la pubertà, avviene solitamente prima per le femmine e successivamente per i maschi. Solitamente poi le femmine arrivano prima alla loro statura definitiva, attorno ai 18 anni, mentre i maschi fermano la loro crescita attorno ai 21 anni.
Esistono enormi differenze nell'aspettativa di vita da un paese all'altro. La parte del mondo sviluppata sta velocemente diventando più anziana, con un'età media di 40 anni (Monaco addirittura 45,1), mentre nel terzo mondo l'età media si aggira intorno ai 15-20 anni (in Uganda 14,8). L'aspettativa di vita in Hong Kong è di 84,8 anni per le femmine e 78,9 per i maschi, mentre in Eswatini, soprattutto per l'AIDS, è di 31,3 anni per entrambi i sessi. Mentre un europeo su cinque ha almeno 60 anni di età, solo un africano su venti ha più di 60 anni.
Il numero degli ultracentenari nel mondo è stimato a 210 000 nel 2002. Almeno una persona, Jeanne Calment, è nota per aver raggiunto i 122 anni di età; persone più longeve, tuttavia, sono state segnalate, ma non sono state mai documentate. Nel mondo in media ci sono 81 uomini di almeno sessant'anni ogni 100 donne della stessa fascia d'età, e, per i più anziani, il rapporto diventa di 53 a 100.
Le questioni filosofiche riguardo alla vita dopo la morte sono oggetto di numerosi dibattiti. Le cerimonie funebri sono caratteristiche delle società umane, spesso ispirate dalla speranza di una vita dopo la morte o dell'immortalità.

### Dieta e nutrizione
La specie umana è onnivora, in grado di consumare una grande varietà di materiali vegetali e animali.
Durante il paleolitico l'Homo sapiens impiegava caccia, pesca e raccolta quali fonti primarie di cibo, alternando ai vegetali spontanei (frutti, semi, radici, tuberi, funghi, piante erbacee) le proteine animali (carne, uova, pesce, insetti, molluschi, crostacei). Si è provato che gli umani abbiano usato il fuoco sin dal tempo della predominanza della specie Homo erectus, che del fuoco faceva documentato uso, probabilmente anche per preparare e cucinare cibo prima di consumarlo.
L'uso del fuoco è diventato comunque documentatamente regolare nelle specie H.sapiens e H.neanderthalensis. Si ipotizza, su basi scientifiche, che un motore evolutivo per H.erectus (il primo ominide in grado di cuocere i cibi) sia stato costituito dal ricavare, con la cottura, più calorie dalla dieta, diminuire le ore dedicate all'alimentazione superando le limitazioni metaboliche che negli altri primati non hanno permesso un'encefalizzazione e uno sviluppo neuronale legato alle dimensioni del cervello in proporzione alle dimensioni corporee. Questo, unito a un crescente consumo di proteine animali, documentatamente ascritto alla separazione Homo-Australopithecus, o H.habilis-H.erectus avrebbe costituito un potente impulso evolutivo.
Un certo numero di persone consuma comunque cibi non cotti, altri si astengono dal consumo di carne in toto, o di alcuni tipi solamente, altri ancora non consumano prodotti derivanti da animali, e ciò per diversi motivi, quali la religione, l'etica o per motivi di salute.
La dieta umana dipende molto dalla cultura e dall'ambiente di ogni popolazione, contemplando popoli come gli Inuit, praticamente carnivori, e vasti strati di popolazioni tropicali pressoché vegetariane.
Lo studio della dieta ha prodotto lo sviluppo di una vera e propria scienza alimentare. In genere, gli uomini possono sopravvivere da due a otto settimane senza cibo, a seconda del grasso depositato nel corpo. La sopravvivenza senz'acqua è invece limitata a tre o quattro giorni.
La non equa distribuzione delle risorse alimentari, causa ancora oggi seri problemi a determinati gruppi di persone. Ogni anno muoiono 300 000 morti per fame persone a causa di carestie sia naturali che artificiali e nei paesi industrializzati si sta diffondendo l'obesità in maniera quasi epidemica, con conseguente aumento di problemi di salute e mortalità.
Circa diecimila anni fa, l'uomo ha sviluppato l'agricoltura e l'allevamento all'inizio del Neolitico, che ha sostanzialmente rivoluzionato il tipo di cibo che l'uomo assume, passando velocemente a una dieta base ricca di carboidrati amilacei da cereali, proteine vegetali da legumi e proteine animali, probabilmente in minore quantità, da latte, uova, e carne di specie allevate, lipidi da semi. Si trattava di calorie a reperibilità facilitata rispetto all'ottenimento degli stessi nutrienti dalle attività di caccia e raccolta.
La disponibilità di calorie per un sempre più elevato numero di individui ha contribuito allo sviluppo di popolazioni, città e, a causa dell'aumento della densità della popolazione, a una maggiore diffusione delle malattie infettive epidemiche, nonché a variazioni nella costituzione fisica e nei caratteri antropometrici. Il tipo di cibo che si consuma e il modo in cui si prepara varia da cultura a cultura e nel corso del tempo. Progressivamente vennero introdotti nella dieta sempre nuovi cibi.

### Riproduzione, amore e sessualità
Come tutti i mammiferi, l'essere umano ha due sessi, quello maschile (uomo) e quello femminile (donna). Le differenze fisiche tra i due sessi sono dettate da fattori di tipo genotipico.
Il corpo dell'uomo e della donna sono caratterizzati da due diverse manifestazioni fenotipiche del rispettivo patrimonio genetico, caratterizzanti gli apparati genitali e i caratteri sessuali secondari, come la barba e una maggiore massa muscolare nell'uomo e la forma delle mammelle e della distribuzione adiposa nella donna.
L'essere umano non presenta la caratteristica del ciclo estrale, con manifestazioni evidenti dello stato fisiologico, ma come molti primati, presenta un ciclo mestruale. La donna durante il ciclo non presenta segni fisici esterni della sua situazione intima, e l'accoppiamento fecondo prescinde dalla stagionalità. Questo porta l'uomo ad accoppiarsi in qualsiasi periodo dell'anno e del ciclo ovulatorio, oltre i giorni di fertilità.
L'attrazione tra due individui coinvolge sia il piano fisico che quello emotivo nell'innamoramento, con il quale due persone creano tra loro un legame di amore.
La sessualità ha il suo apice nell'atto sessuale, espressione della pulsione sessuale, come manifestazione di sentimenti di affetto e amore verso il/la partner, ma anche volta alla ricerca del piacere e dell'intimità fisica (cfr. erotismo).
Le differenze dal punto di vista sociale sono principalmente la conseguenza dei diversi ruoli spesso assegnati ai due sessi, differenti in differenti culture. Si spazia dalle società matriarcali a quelle patriarcali su di un'ampia varietà di organizzazioni societarie di base, dalla famiglia nucleare a quella multipla.
Nel corso della storia di fronte a un denunciato sessismo vi sono stati movimenti e manifestazioni che si sono dichiarati per la parità tra i sessi in termini di diritti e rilevanza sociale o per favorire uno dei due.
Nell'essere umano la sessualità coinvolge anche i modelli culturali e ha implicazioni sociali che vanno oltre l'aspetto puramente genetico. Si parla di orientamento sessuale in relazione all'attrazione di un individuo verso un genere, oppure entrambi; e di identità di genere in relazione al genere a cui l'individuo sente di appartenere, in certi casi diverso da quello fisico.

### Le popolazioni umane

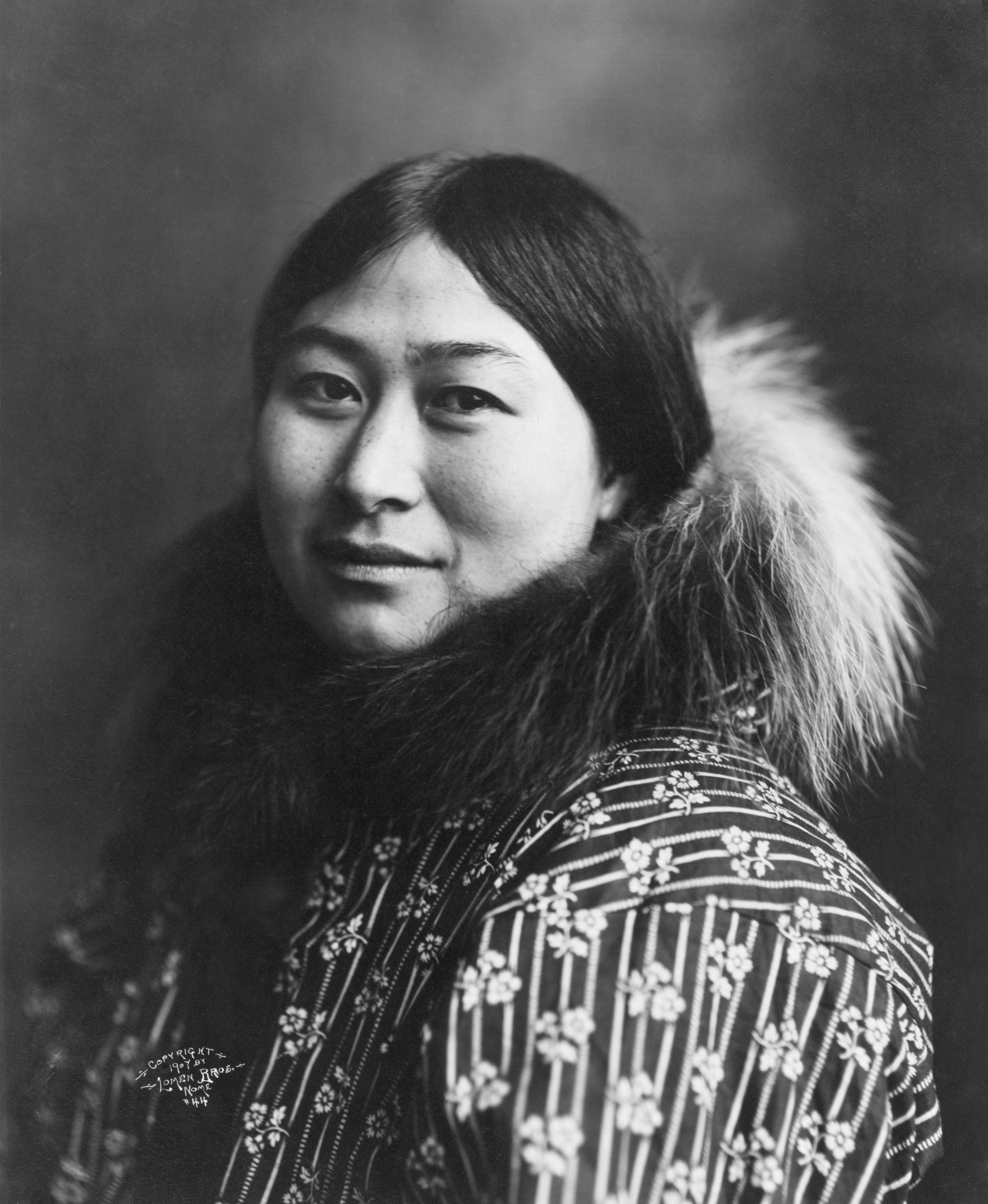
Una donna inuit.

Gli umani sono stati in passato suddivisi in razze sulla base sia dei caratteri ereditari sia del fenotipo, con particolare riferimento al colore della pelle e ai tratti somatici.
Queste categorizzazioni, al di là delle utilizzazioni per fini razzisti, sono utilizzate ad esempio per l'individuazione sommaria di particolari patologie riscontrabili con maggior incidenza in alcune popolazioni come, ad esempio, l'anemia falciforme.
Oggi la comunità scientifica ha eliminato le razze dalla zoologia, al punto di non considerarle nella classificazione tassonomica degli organismi viventi, scelta che si poggia anche su una certa omogeneità genetica, nel caso umano, preferendo una suddivisione in popolazioni oppure etnie o popoli, unificati dalla condivisione di specificità culturali con la condivisione di alcuni caratteri biologici. A tal proposito si parla di suddivisione umana per categorie ancestrali dal punto di vista scientifico. Si ricorda inoltre la diversa valenza del termine razza nella traduzione da lingue differenti dall'italiano.
L'antropologia del XIX secolo riconosceva tre classificazioni dell'Homo Sapiens: Europoide, Mongoloide e Negroide, ognuna con distinte caratteristiche morfologiche.
Gli studi genetici hanno dimostrato che nel continente africano si ha la maggiore diversificazione genetica degli esseri umani.
Comunque, rispetto ad altri animali, le sequenze genetiche umane sono molto omogenee. È stato scoperto che la maggior parte delle variazioni genetiche fra tre grandi popolazioni umane prese nel loro complesso (europei, asiatici e africani) sono solo tra il 5 e il 15% della variazione totale all'interno di ogni gruppo.
Tuttavia, il dibattito periodicamente si riaccende in quanto vengono poste alcune critiche metodologiche sull'analisi che diede origine al dato (multi locus cluster analisi). Il trascorrere degli anni, ha comunque cumulato un'elevatissima quantità di lavori, sia tradizionali che molecolari a sostegno dell'omogeneità umana, data da una distribuzione di tipo clinale della popolazione stessa presa nel suo complesso.

### Habitat e popolazione

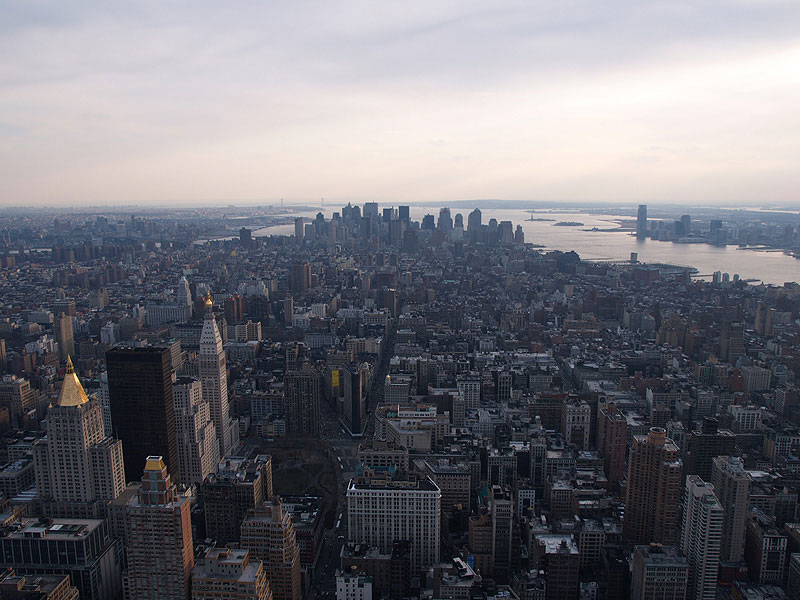
New York: un vasto insediamento urbano

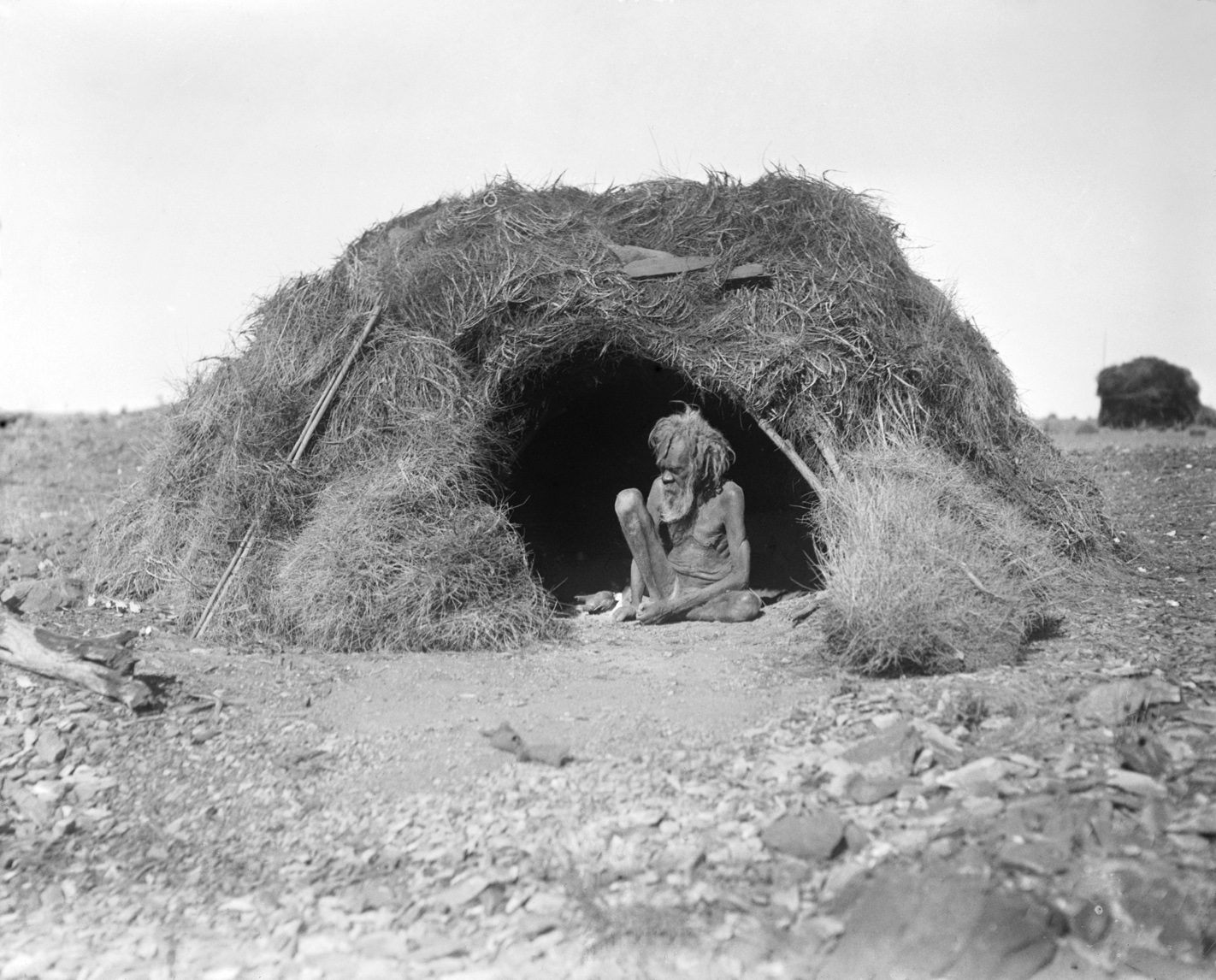
Una costruzione aborigena australiana nei Territori del Nord, assimilabile ad abitazioni preistoriche del periodo paleolitico superiore

Anticamente le comunità umane erano necessariamente vicine a fonti di acqua dolce e, in base alle abitudini, ad altre risorse naturali, come territori ricchi di selvaggina, abbondanza di vegetali eduli, in seguito al processo di neolitizzazione, poi terre fertili e pascoli per l'allevamento. Gli umani hanno e hanno avuto una grande capacità di modificare il loro habitat in vario modo, in tempi pre e protostorici con gli incendi massivi, e con tecniche di caccia particolarmente efficienti, poi con l'irrigazione, le costruzioni, in epoca storica con i trasporti, i beni manifatturieri e, con lo sviluppo dei trasporti in larga scala, la vicinanza a queste risorse non è più necessaria, tanto che l'assenza di queste non è più causa di carestia.
La tecnologia ha permesso agli uomini di colonizzare tutti i continenti e di adattarsi a ogni tipo di clima. Negli ultimi decenni, l'uomo ha anche esplorato l'Antartide, parte dei fondali oceanici e lo spazio, anche se l'adattamento a lungo termine a questi ambienti non è ancora possibile. Con una popolazione di otto miliardi di individui, gli umani sono una specie notevolmente numerosa, contendendo ai ratti, diversamente conteggiati a seconda delle fonti e delle stime, il primato di mammifero più numeroso del pianeta. La maggior parte degli uomini (61%) vive in Asia. La restante parte vive maggiormente in America (14%), Africa (13%) e in Europa (12%), con lo 0,5% in Oceania.
L'abitazione in sistemi ecologici chiusi in ambienti poco vivibili, come l'Antartide o lo spazio, è costoso, spesso limitato nel tempo e ristretto solo a operazioni scientifiche, militari o industriali.
Dal 1800 al 2011 la popolazione umana è cresciuta da uno a sette miliardi di individui. Nel 2004 circa 2,5 miliardi su 6,3 miliardi di persone (39,7%) vivevano in aree urbane e ci si aspetta che questa percentuale aumenterà nel corso del XXI secolo. I problemi legati alla vita in città includono varie forme di inquinamento e crimine, specialmente nei quartieri più poveri e degradati. I benefici legati alla vita urbana includono l'aumento dell'alfabetizzazione e della conoscenza.
Gli uomini, tuttavia, hanno compromesso negativamente l'ambiente naturale. Si è ipotizzato che nel passato la caccia senza limiti da parte dell'uomo abbia contribuito all'estinzione di alcune specie; poiché gli uomini non sono generalmente prede, essi sono stati collocati al vertice della catena alimentare. Recentemente, con lo sviluppo dell'inquinamento, gli uomini sono considerati i maggiori responsabili del cambiamento globale del clima. Si pensa che di questo passo l'uomo causerà l'estinzione di metà delle specie viventi entro il secolo.

## Cervello, mente e psicologia

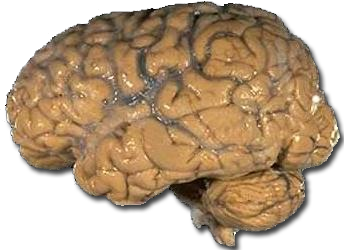
Il cervello umano, la struttura anatomica da cui discendono i processi mentali.

Il cervello umano è parte del sistema nervoso centrale dell'uomo. Il cervello controlla le attività "inferiori" autonome, o involontarie, quali la respirazione e la digestione. Il cervello controlla anche quelle attività coscienti e "superiori", quali il pensiero, il ragionamento e l'astrazione. L'espressione dei processi cognitivi, nell'interazione psicofisica con l'ambiente, come comportamento emergente, costituisce la mente e, assieme alle loro conseguenze comportamentali, sono oggetto di studio della psicologia, delle neuroscienze, e di tutte le materie a esse afferenti.
Il cervello umano è generalmente considerato più abile in queste attività e quindi, adottando una prospettiva antropocentrica, ne consegue che l'uomo è più intelligente di ogni altra specie terrestre a noi nota. Mentre gli altri animali sono capaci di creare strutture e di usare semplici strumenti - principalmente come risultato dell'istinto e dell'apprendimento attraverso l'imitazione - la tecnologia umana è estremamente più complessa, in costante evoluzione e miglioramento col passare del tempo. I più antichi strumenti e strutture umani, compresi quelli ascrivibili a generi e specie estinte, sono molto più avanzati di quelli creati da ogni altro animale.
Uscendo dalla prospettiva antropocentrica che autoproclama l'uomo come misura di tutte le cose, le varie forme di intelligenza presenti nelle diverse specie animali possono essere viste come altrettanti adattamenti ad ambienti naturali e sociali; da ciò ne risulterebbe l'impossibilità di decretare la superiorità di una forma di intelligenza su un'altra, dunque di una struttura cerebrale su una diversa, esattamente come sarebbe fuorviante ritenere la mano una struttura superiore all'ala o alla pinna e, di conseguenza, l'"afferrare" una funzione superiore al "volare".
In ogni caso il cervello umano ha la struttura generale di quello dei mammiferi, ma è più grande rispetto a qualsiasi altro animale in relazione alle dimensioni del corpo. I grandi animali hanno cervelli maggiori in termini assoluti, ma misurando il quoziente di encefalizzazione che compensa le dimensioni del corpo, il cervello umano è quasi due volte più grande del cervello del delfino, e tre volte più grande del cervello di uno scimpanzé. Gran parte dell'espansione proviene dalla corteccia cerebrale, in particolare i lobi frontali, che sono associati a funzioni esecutive come l'auto-controllo, la pianificazione, il ragionamento e il pensiero astratto. La porzione della corteccia cerebrale dedicata alla visione è ugualmente molto ampliata, e il livello di complessità delle interconnessioni cerebrali rende il cervello umano una struttura il cui comportamento emergente è considerato imparagonabile a quello di qualsiasi altra rete logica, biologica o artificiale, argomento, questo, di pertinenza, tra i tanti, delle neuroscienze.

### Coscienza e pensiero
L'abilità umana di pensare in maniera astratta è unica nel regno animale. Gli umani sono una delle sei specie (oltre a scimpanzé, oranghi, delfini, colombe e elefanti) che hanno superato il "test dello specchio", che prova se una specie animale riconosce il suo riflesso come immagine di sé stesso. Il test viene fallito dall'uomo se provato su individui al di sotto dei due anni.
Gli esseri umani possiedono coscienza di sé, degli altri e del proprio ambiente. La capacità della mente di creare e immaginare al di là di ogni esperienza è ancora materia di dibattito. Il filosofo Daniel Dennett, per esempio, sosteneva che la mente non è altro che un insieme di dati, come se fosse un computer con diversi "programmi" che lavorano in parallelo.
La natura del pensiero è al centro delle ricerche della psicologia. La psicologia cognitiva (o Cognitivismo) studia appunto la cognizione, ossia i processi mentali che sottendono la conoscenza, evidenziando il comportamento per comprendere il funzionamento del cervello umano. La percezione, l'apprendimento, la risoluzione dei problemi, la memoria, l'attenzione, il linguaggio e le emozioni hanno aree di ricerca ben definite.
Il Cognitivismo comparava, nelle sue prime teorizzazioni, il funzionamento del cervello umano a quello di un elaboratore, in cui i processi del pensiero sono conseguenti a input esterni, dettati dall'esperienza: il metodo di ricerca adottato per questa disciplina è quello della psicologia sperimentale e si basa su un metodo scientifico di derivazione positivista. Tecniche e modelli della psicologia conoscitiva sono applicati estesamente e formano il puntello di teorie psicologiche in molte aree sia di ricerca che di psicologia applicata.
Il concetto di pensiero e quindi, indirettamente, di "mente", ha visto numerosi apporti da parte di studiosi, quali Russel, Bateson e Watzlawick, i quali hanno proposto una sua visione in termini di "sistema" all'interno di un "contesto di relazioni". La mente, secondo questo punto di vista, non potrebbe esistere se non come risultato delle interazioni degli elementi di un sistema appartenente a una specifica categoria logica a sua volta facente parte di altri insiemi logico - relazionali. È dalle interazioni dei diversi elementi del sistema - e dei sistemi tra loro - che nasce, secondo specifici processi, il pensiero.
Ampiamente concentrata sullo sviluppo della mente umana nel corso della vita dell'uomo, la psicologia dello sviluppo cerca di capire come le persone arrivino a percepire, capire e agire nel mondo e come questi processi cambino con l'avanzare dell'età. Il cambiamento può concentrarsi su uno sviluppo intellettuale, conoscitivo, neurale, sociale o morale dell'individuo.
Alcuni filosofi dividono la coscienza in "fenomeni della coscienza", che costituiscono un'esperienza in sé, e "accesso alla coscienza", che è la funzione con la quale i processi mentali si applicano al mondo sensibile, o meglio: di come i dati di quella realtà impattino sulla condizione mentale umana. Se, infatti, i fenomeni di coscienza rappresentano lo stato di coscienza dell'individuo, l'accesso alla coscienza è il procedimento con il quale si diventa coscienti di qualcosa che è in relazione con concetti astratti. Varie forme di accesso alla coscienza includono la consapevolezza, la coscienza di sé, il flusso di coscienza, la fenomenologia e l'intenzionalità. Il concetto di fenomeno della coscienza, nella storia moderna e secondo taluni, è strettamente correlato a quello di qualia.
La psicologia sociale rappresenta un punto di contatto e collaborazione tra la sociologia e la psicologia, in quanto entrambe le discipline studiano natura e cause dell'interazione tra gli uomini: uno dei punti focali della disciplina è l'attenzione su come l'individuo consideri l'altro da sé e di come si relazioni con e a esso. Il comportamento e processi mentali, umani e non-umani, possono essere descritti sia attraverso il cognitivismo animale che l'etologia, la psicologia evolutiva (o dello sviluppo) e la psicologia comparata.
L'ecologia umana è una disciplina anche accademica, branca dell'ecologia, che studia come l'uomo e la società interagiscano sia con l'ambiente naturale che con quello sociale.

### Motivazione ed emozione

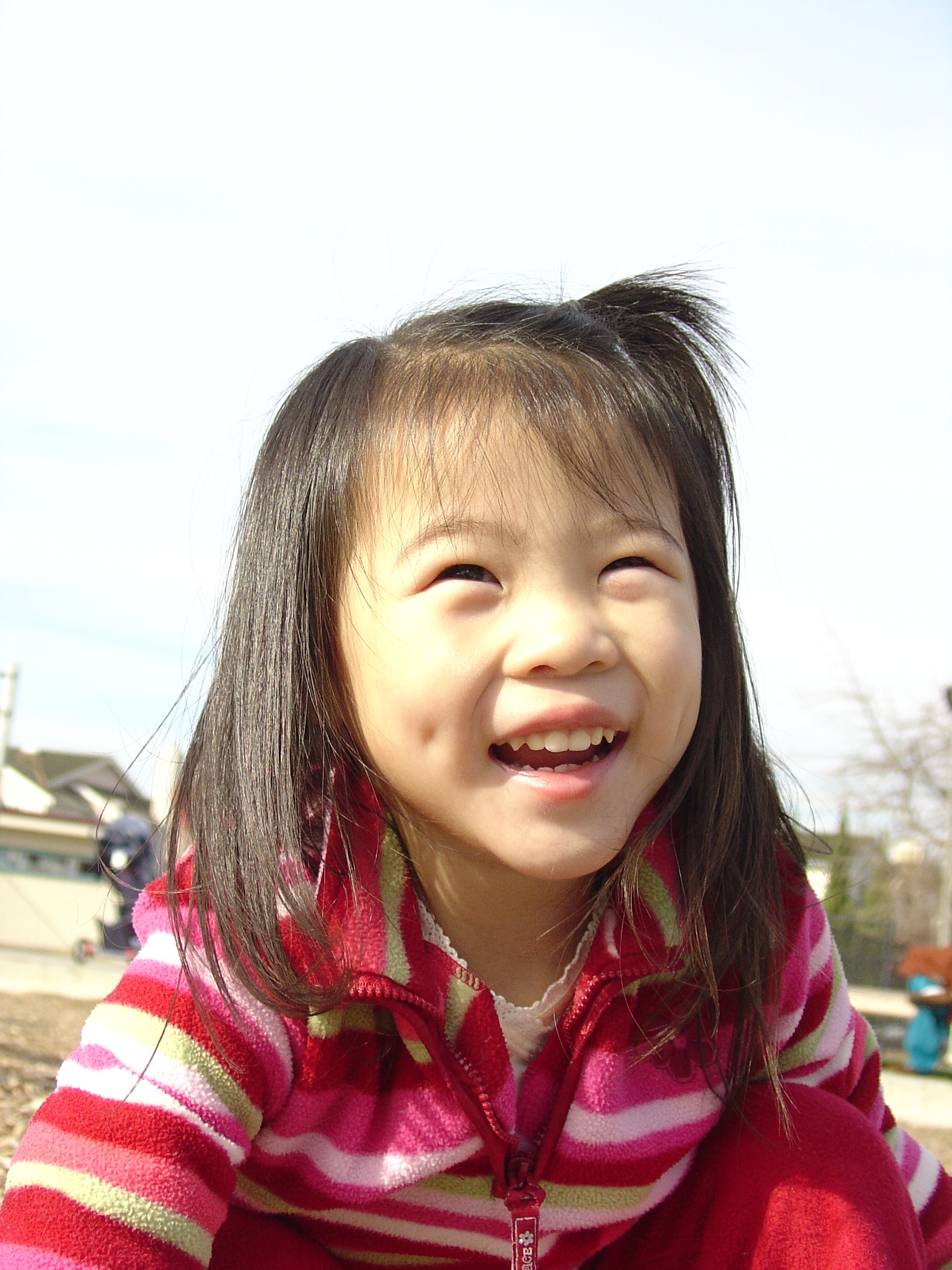
Una bambina orientale sorridente.

La motivazione è la forza trainante del desiderio che si trova dietro ogni azione intenzionale dell'essere umano. La motivazione è basata sull'emozione; specificamente, sulla ricerca della soddisfazione (esperienze emotive positive) e l'evitare il conflitto; positivo e negativo sono definiti dallo stato individuale del cervello, non da norme sociali, sebbene lo stato psicologico ne viene a sua volta influenzato: una persona può essere guidata ad autolesionismo o da violenza perché il suo cervello è condizionato per creare una risposta positiva a queste azioni. La motivazione è importante perché è coinvolta nelle performance di tutte le reazioni umane conosciute.
In psicologia l'evitare il conflitto e la libido sono considerate motivazioni primarie. Le motivazioni economiche sono spesso viste come basate su incentivi economici, morali o coercitivi. La religione generalmente imputa la motivazione del singolo alle influenze divine o demoniache.
La felicità è una condizione emotiva umana. La definizione di felicità è un argomento comune in filosofia: alcune persone possono definirla come la migliore condizione che un essere umano può vivere, in termini di situazione "ottimale" mentale e fisica. Per altri può consistere nella libertà dal dovere e dall'ansia; nella coscienza dell'ordine ottimale delle cose; la sicurezza di ricoprire un posto nell'universo o nella società, la pace interiore e così via.

## Cultura
Si definisce cultura l'insieme delle particolarità materiali, intellettuali, emozionali e spirituali di un gruppo, incluse le arti, la letteratura, lo stile di vita, i gusti, le tradizioni, i riti e le credenze. Il collegamento tra la biologia, la cultura e il comportamento umani è spesso molto sottile, rendendone difficile e convenzionale la distinzione.
La cultura consiste in valori, norme sociali e manufatti. Il valore di una cultura definisce cosa è importante o morale. Importanti sono anche le norme sociali, ossia il modo in cui le persone dovrebbero comportarsi, in accordo con la tradizione. I manufatti sono oggetti derivati dai valori, dalle norme della cultura.

### Linguaggio, lingue e comunicazione
La capacità che gli umani hanno di trasferire concetti, idee e nozioni attraverso la parola o la scrittura non si trova in alcun'altra specie. La facoltà di parlare è una caratteristica chiave dell'umanità: in particolare, comune a tutte le lingue umane è il sistema della doppia articolazione, descritto da André Martinet negli anni sessanta, ossia una strategia universale che usa singole unità di significato, dette morfemi o monemi, e le abbina in più parole (prima articolazione), ma anche unità sprovviste di significato, da cui deriva il combinarsi dei fonemi (per lo scritto dei grafemi) all'interno delle parole (seconda articolazione); in altri termini, in ogni parola troviamo una doppia articolazione: una porta il significato lessicale, l'altra aggiunge il significato grammaticale.. Il linguaggio è il fulcro della comunicazione tra esseri umani, tanto da essere fondamentale per l'identità di nazioni, culture e gruppi etnici.
L'invenzione della scrittura intorno al quarto millennio a.C. ha permesso la conservazione del linguaggio su oggetti materiali, e ha segnato una tappa fondamentale della evoluzione culturale (vedi Preistoria).
La scienza della linguistica descrive la struttura del linguaggio e le relazioni fra le varie lingue. Ci sono circa seimila differenti lingue e dialetti correntemente in uso e molte altre migliaia sono considerate estinte.

### Arte, musica e letteratura

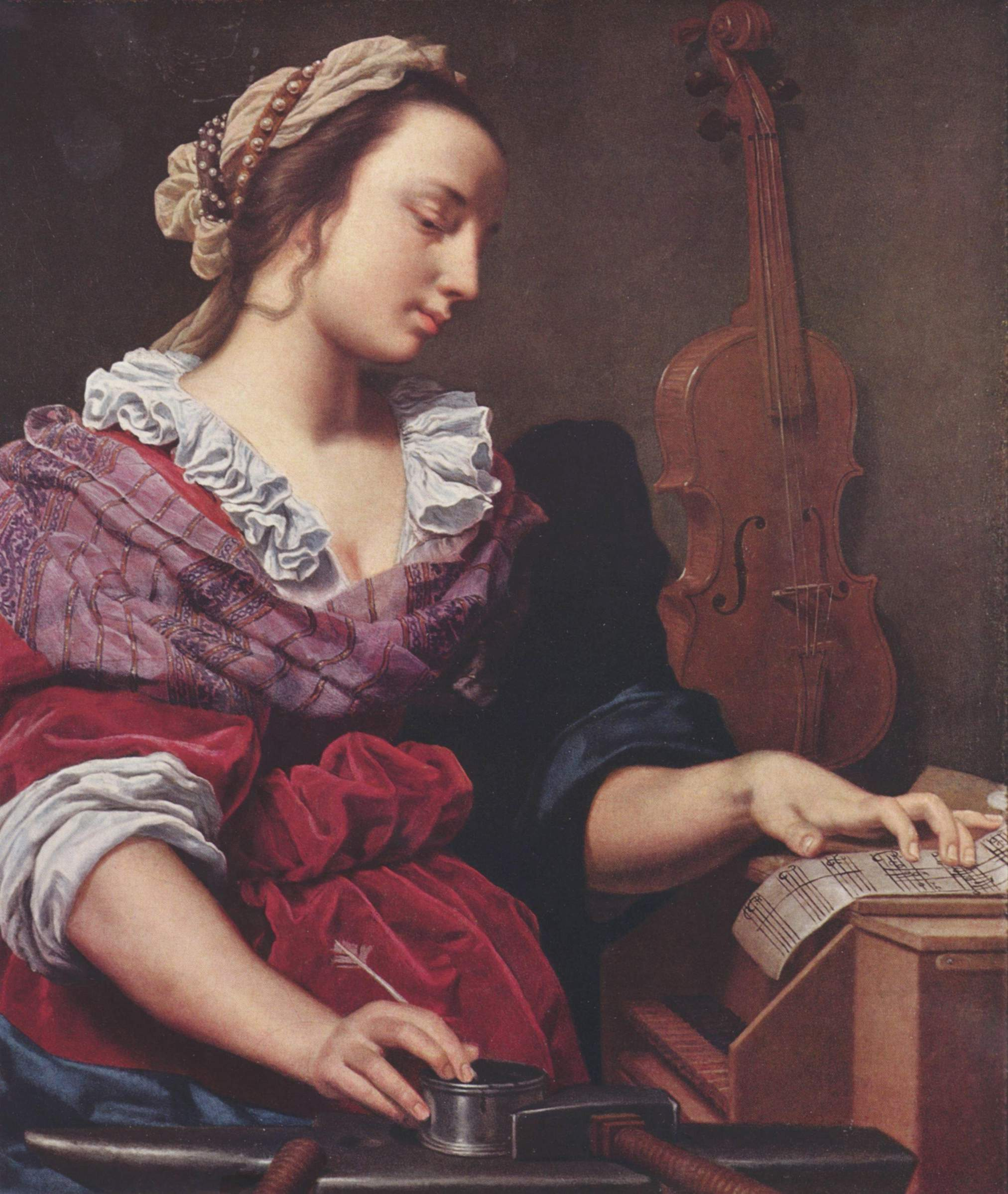
Allegoria della musica (ca. 1642), dipinto di Lorenzo Lippi.

Si può dire che l'arte abbia circa la stessa età dell'uomo, da quella preistorica a quella contemporanea. L'arte è solo uno dei diversi aspetti del comportamento umano e una differenza importante che distingue la specie umana dalle altre.
Nel suo significato moderno, la parola arte è comunemente usata come il processo o il risultato di lavori materiali che, dal concetto alla creazione, aderisce all'impulso creativo. L'arte si distingue dagli altri lavori per essere in gran parte distaccata dalla necessità o da ogni indeterminata volontà creativa.
La musica è un fenomeno intuitivo basato su tre principi: il ritmo, l'armonia e la melodia. Ascoltare musica è forse la più comune e universale delle attività d'intrattenimento degli umani. Ci sono numerose varietà di generi musicali e musica etnica.
La letteratura è l'insieme dei lavori scritti e orali, specialmente quelli creativi, di fantasia e non. La letteratura comprende diversi generi come la poesia, l'epica, il mito ecc.

### Spiritualità e religione

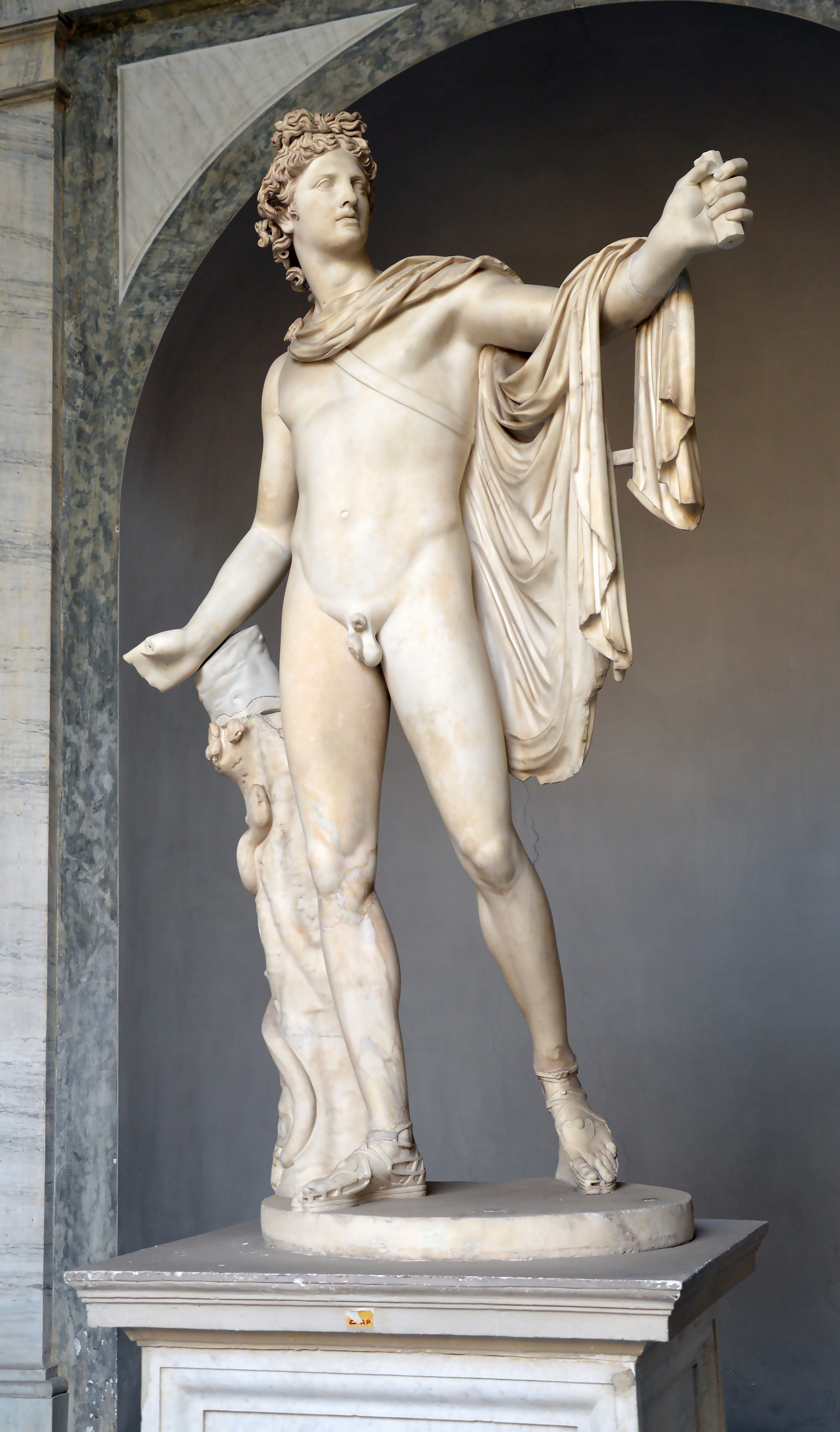
Apollo del Belvedere, copia romana di una statua ellenistica del dio Apollo, venerato prima nella religione greca e poi in quella romana.

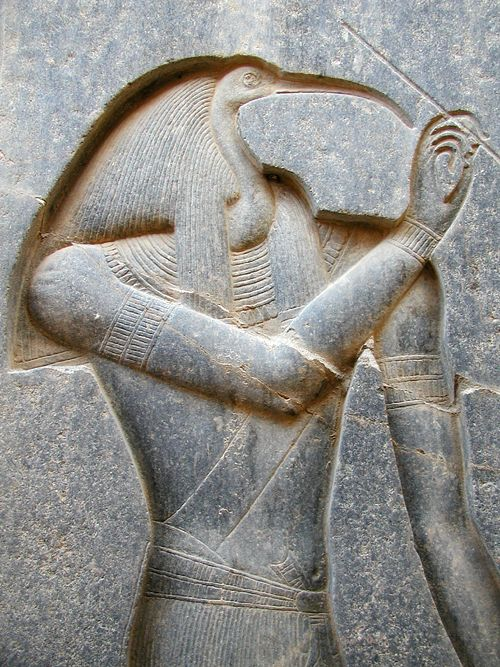
Bassorilievo del dio egizio Toth al tempio di Luxor nell'antica Tebe.

Fin dalla sua comparsa, l'uomo si è posto delle domande per rispondere a questioni fondamentali sul ruolo dell'umanità nell'universo o il significato della vita; questo bisogno ha portato l'uomo a sviluppare credenze che ammettono l'esistenza di un piano trascendente e sovrannaturale.
Questo comportamento, indicato con il termine generico di spiritualità, è una delle caratteristiche che distingue in maniera netta l'uomo dagli animali.
La spiritualità, spesso con argomenti supportati dalla filosofia, introduce concetti come Dio o il karma, ai quali l'uomo arriva non con ragionamenti ed esperienze di tipo scientifico, ma attraverso la fede, cioè il credere a qualcosa indipendentemente da prove materiali.
Una possibile manifestazione della spiritualità in forma organizzata e comunitaria è la religione. Partendo dalla ricerca spirituale, il credo religioso introduce culti, norme morali, istituzioni, oggetti e testi sacri che danno forma ed espressione all'esperienza spirituale.
La religione prevede la venerazione di una o più divinità, spesso conosciute tramite la rivelazione delle stesse. Il rapporto personale con le divinità prevede pratiche come ad esempio la preghiera o la meditazione; ci sono poi espressioni di tipo comunitario come riti o celebrazioni. In alcune religioni, il ruolo attivo spetta a un clero, costituito da un gruppo di persone che si occupa dei culti e guida il gruppo di fedeli.
Nel corso della storia la religione è stata spesso contrapposta alla scienza e in generale alla razionalità. Degenerazioni della religione e credenze popolari portano alle superstizioni, forme di credenza in netto contrasto con la ragione, mentre esistono posizioni come ateismo e agnosticismo che si pongono contro o si distaccano dalla proposta religiosa.
Secondo stime dell'Enciclopedia Britannica nel mondo ci sono 1 miliardo e 154 milioni di atei e agnostici, mentre il Cristianesimo, ha oltre 2 miliardi e 100 milioni di fedeli e l'Islam, la seconda religione con maggior numero di fedeli, ne ha oltre 1,8 miliardi.

### Filosofia

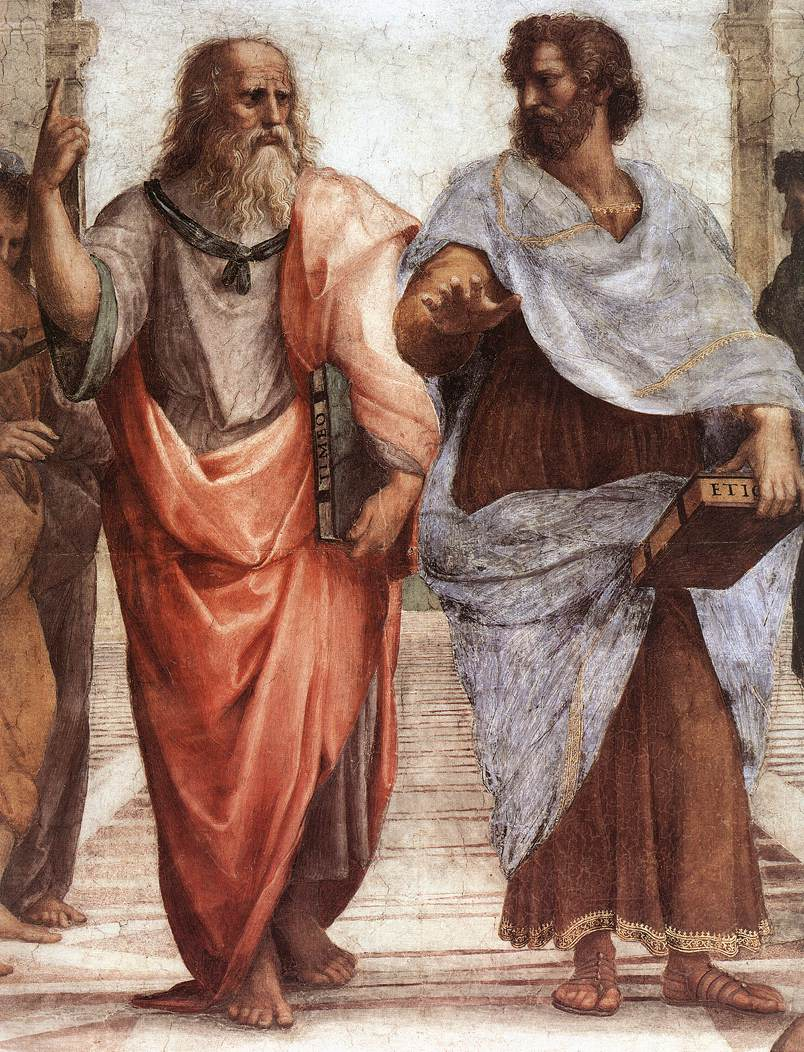
Platone e Aristotele in un dettaglio della Scuola di Atene di Raffaello.

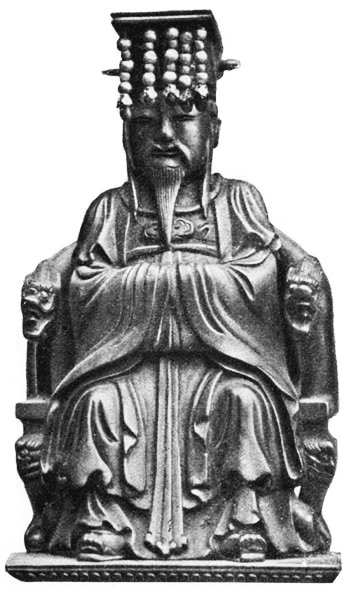
Confucio. Nei dialoghi viene sintetizzata una porzione fondamentale alla base di molte filosofie diffuse in oriente

La filosofia è una disciplina di studio che coinvolge l'investigazione, l'analisi e lo sviluppo di idee in generale, astratte o fondamentali. È una disciplina che cerca spiegazioni su valori, sulla realtà da importanti speculazioni.
Le discipline filosofiche più importanti sono la logica, l'ontologia, la metafisica, l'epistemologia e include rami di etica ed estetica. La filosofia copre una grande vastità di argomenti, ed è usata anche per riferire la visione del mondo di particolari filosofi o di scuole filosofiche.
La metafisica è la branca della filosofia che studia il principio primo, l'essere e l'esistenza (ontologia). Tra le dottrine di religione e scienza, sta la prospettiva filosofica della cosmologia metafisica. Questa antica disciplina di studio si occupa di giungere a logiche conclusioni sulla natura dell'universo, sull'umanità, su dio e su altre connessioni basate su estensioni di queste ricerche derivate dalla religione o dalla semplice osservazione.
Gli uomini spesso considerano sé stessi come la specie dominante sulla Terra e l'intelligenza più avanzata capace di modificare il proprio ambiente. Questa credenza è molto forte soprattutto nella moderna cultura occidentale. Tuttavia esiste anche una visione pessimistica dell'uomo che considera la brevità della sua vita.
L'umanesimo è una filosofia che sviluppa una dottrina sociopolitica che non è collegata con le culture locali, ma che include tutta l'umanità per i caratteri comuni. Poiché le credenze spirituali spesso si manifestano come dottrine religiose, l'umanesimo laico cerca una risposta alla necessità di una filosofia comune che va oltre le caratteristiche culturali di religioni e codici morali locali. Molti umanisti sono religiosi e vedono l'umanesimo come una matura espressione della verità comune presente in molte religioni. Gli umanisti affermano la possibilità di una verità oggettiva e accettano che la percezione umana della verità sia imperfetta. Le dottrine basilari dell'umanesimo sono che gli umani sono importanti e che possono risolvere diversi problemi legati all'uomo e che la scienza, la libertà di parola, il pensiero razionale, la democrazie e la libertà nelle arti sono obiettivi di molti popoli. L'umanesimo dipende soprattutto sulla ragione e sulla logica, non tenendo conto del soprannaturale e del trascendente.

### Scienza e tecnologia

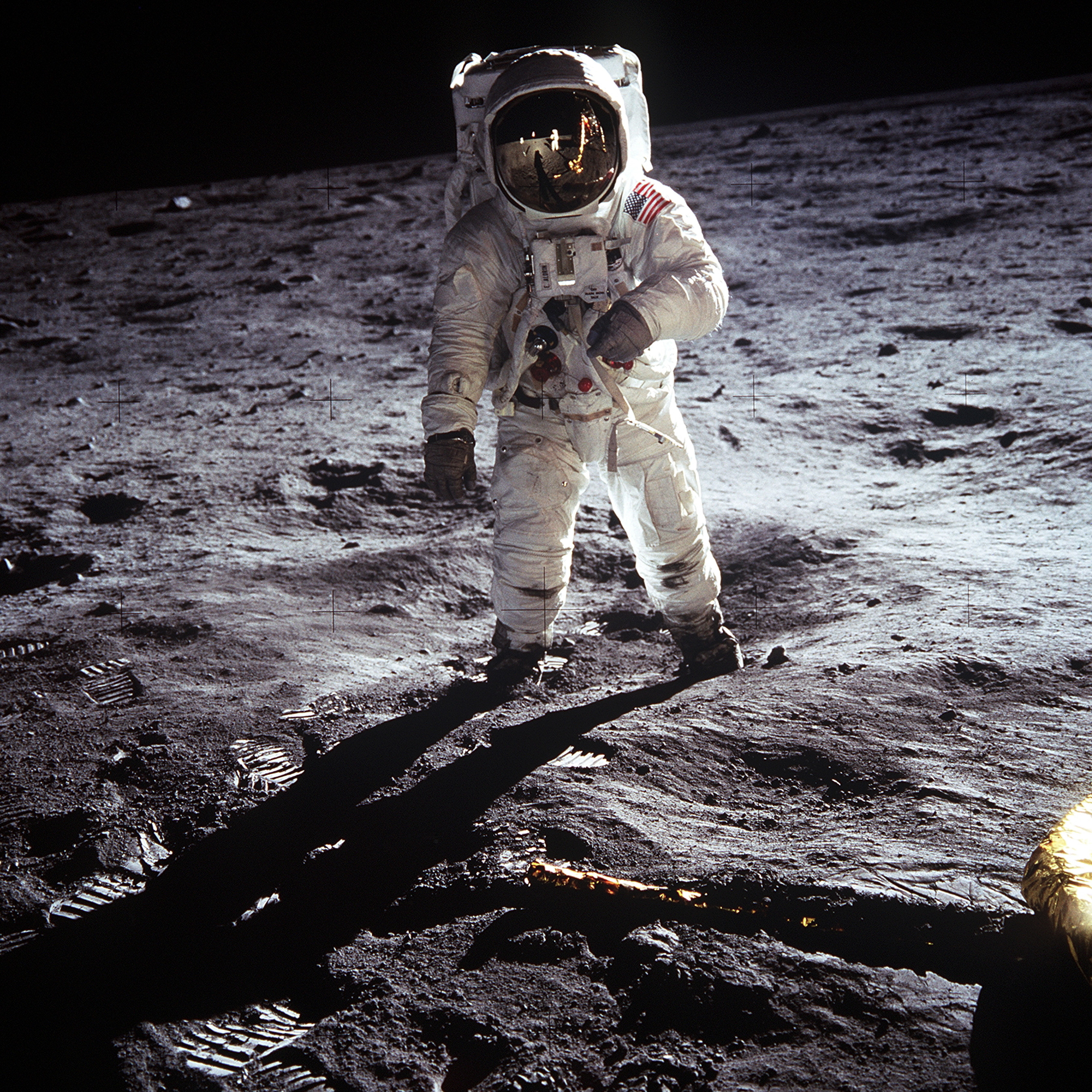
Nella seconda metà del XX secolo gli umani hanno raggiunto un livello di tecnologia sufficiente a spingersi oltre l'atmosfera orbitando intorno alla Terra, fino ad approdare poi sulla Luna.

La scienza è il metodo di indagine dei fenomeni basato sull'esperimento e sulla misurazione dei risultati ottenuti dall'esperimento attraverso modelli matematici allo scopo di dimostrare un'ipotesi o di verificare una teoria. La tecnologia è l'insieme degli strumenti attraverso il cui utilizzo l'uomo raggiunge i suoi obiettivi.
Le culture umane sono caratterizzate e differenziate dagli oggetti che essi fanno e utilizzano. L'archeologia cerca di ricostruire la storia del passato e di civiltà perdute in parte attraverso l'esame di manufatti che esse hanno prodotto. Gli antichi uomini hanno lasciato oggetti di pietra, pentolame e gioielli che sono caratteristici per ogni luogo e periodo.
Gli sviluppi tecnologici sono passati da una cultura a un'altra. Per esempio le tecniche agricole o gli sviluppi in materia di armi, architettura e metallurgia.
Alcune tecniche possono essere trasmesse attraverso la tradizione orale. Lo sviluppo della scrittura ha reso possibile la trasmissione di informazioni da generazione a generazione, da un luogo all'altro con grande precisione.
Insieme, questi sviluppi hanno innescato il processo di civilizzazione e urbanizzazione, con i loro complessi ordinamenti sociali. Inoltre ciò comporta l'istituzionalizzazione dello sviluppo di nuove tecnologie. Questa scienza è ora al centro di tutta la cultura umana.
In tempi recenti, la fisica e l'astrofisica coprono un ruolo centrale per formare ciò che si conosce come cosmologia, che è la scienza che studia l'universo attraverso l'osservazione e l'esperimento. Questa disciplina, che focalizza sull'universo in larga scala, inizia dalla teoria del big bang, un'inflazione dello spazio-tempo avvenuta circa 14 miliardi di anni fa. Dopo questo inizio, gli scienziati propongono teorie sul suo sviluppo e sulla sua fine ultima.

## Società

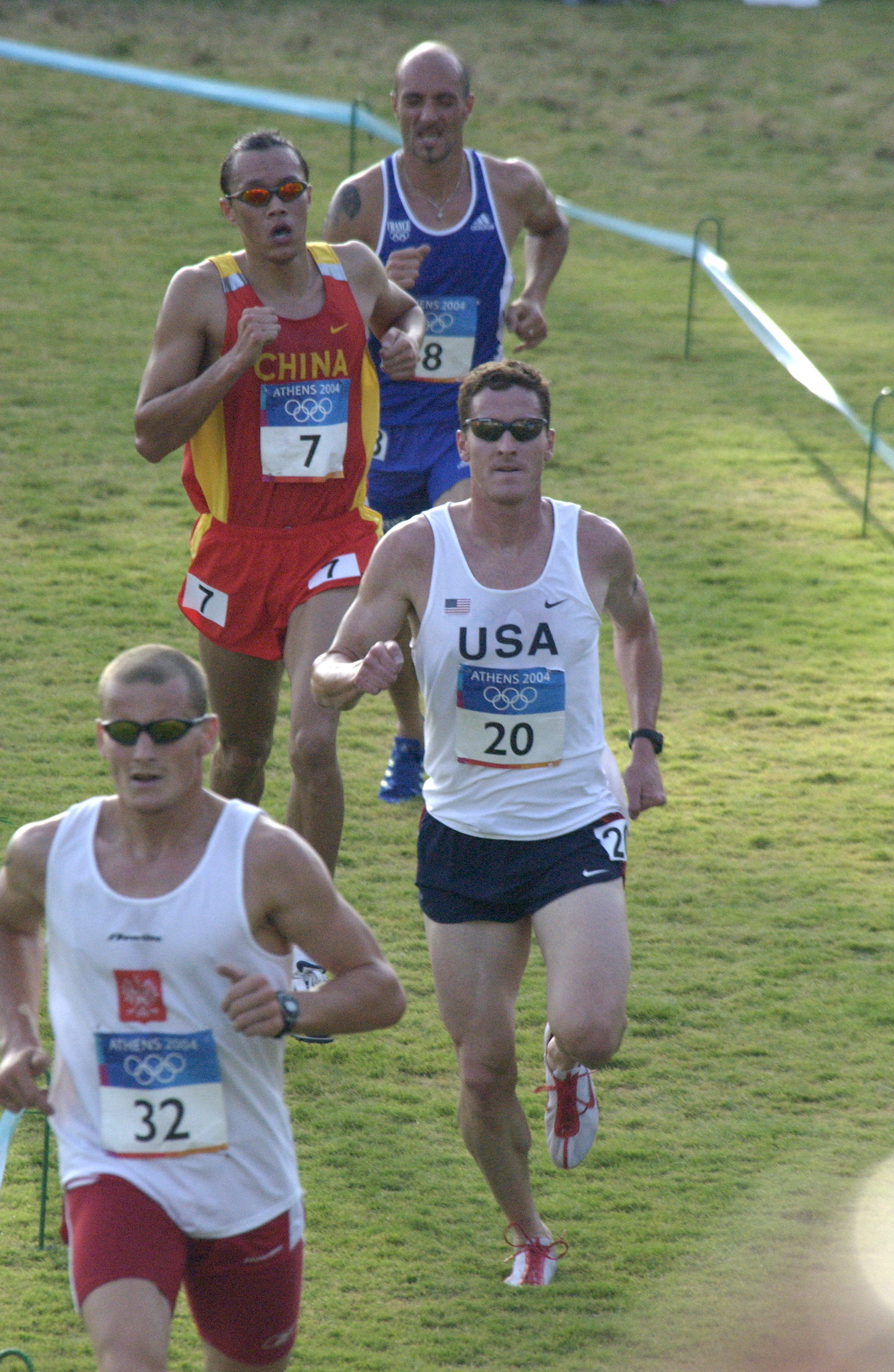
Una gara sportiva alle Olimpiadi.

L'uomo è un animale sociale e cerca l'interazione con altri individui. La società umana prevede diversi tipi di raggruppamenti, di carattere collaborativo, istituzionale o affettivo.
La più semplice e diffusa delle società umane è la famiglia, composta da individui legati da relazioni affettive e di parentela che vivono insieme nella stessa abitazione. L'esempio più comune di famiglia è costituito dalla coppia di genitori con i figli.
La società in senso ampio del termine è la Nazione ovvero un vasto raggruppamento di persone accomunate da lingua, cultura, storia ed etnia.
La socializzazione degli esseri umani prevede l'intreccio di relazioni di varia natura; possono essere basate su un rapporto di amicizia, formate per vicinanza geografica (come in un villaggio), per affinità o per comuni intenti (come per le associazioni), o per intenti collaborativi (come nel mondo del lavoro).
La società umana nel corso della storia ha maturato una differenziazione in classi sociali, determinate da fattori economici, etnici o di altro genere.
Un'attività che nasce in una società è lo sport, che ha il fine pratico di attività fisica, ma ha anche un ruolo culturale importante come disciplina agonistica, mezzo di socializzazione oltre che come forma di intrattenimento e svago.

### Governi e politica

L'Unione europea è un esempio di organizzazione moderna tra Stati.

Uno stato è una comunità politicamente organizzata che occupa un definito territorio, che ha un governo organizzato e che possiede sovranità interna ed esterna. Il riconoscimento dell'indipendenza di uno Stato dagli altri, conformandolo agli accordi internazionali, è spesso importante per lo stabilimento della sua posizione di stato. Per Max Weber per Stato si deve intendere «un'impresa istituzionale di carattere politico in cui l'apparato amministrativo avanza con successo una pretesa di monopolio della coercizione della forza legittima in vista dell'attuazione degli ordinamenti».
Il governo può essere definito come l'insieme delle istituzioni che creano e si impegnano a far rispettare le leggi.
La politica è il processo secondo cui le decisioni sono prese attraverso gruppi. Nonostante il termine sia applicato generalmente in ambito di governi, una politica può anche essere osservata in qualsiasi interazione tra gruppi umani.
Nel caso più comune, volendo tentare una definizione potremmo dire che la politica è quell'attività umana, che si esplica in una collettività, il cui fine ultimo è incidere sulla distribuzione delle risorse materiali e immateriali.
Al giorno d'oggi, nessuna nazione dichiara apertamente di voler realizzare un governo mondiale, anche se alcuni considerano alcuni istituti internazionali come la Corte penale internazionale, le Nazioni Unite, il Fondo monetario internazionale e alcune unioni sovranazionali (come l'Unione europea) come l'inizio di una politica fortemente comunitaria che porterebbe in un prossimo futuro verso un regime di governo a livello mondiale.

#### Guerra

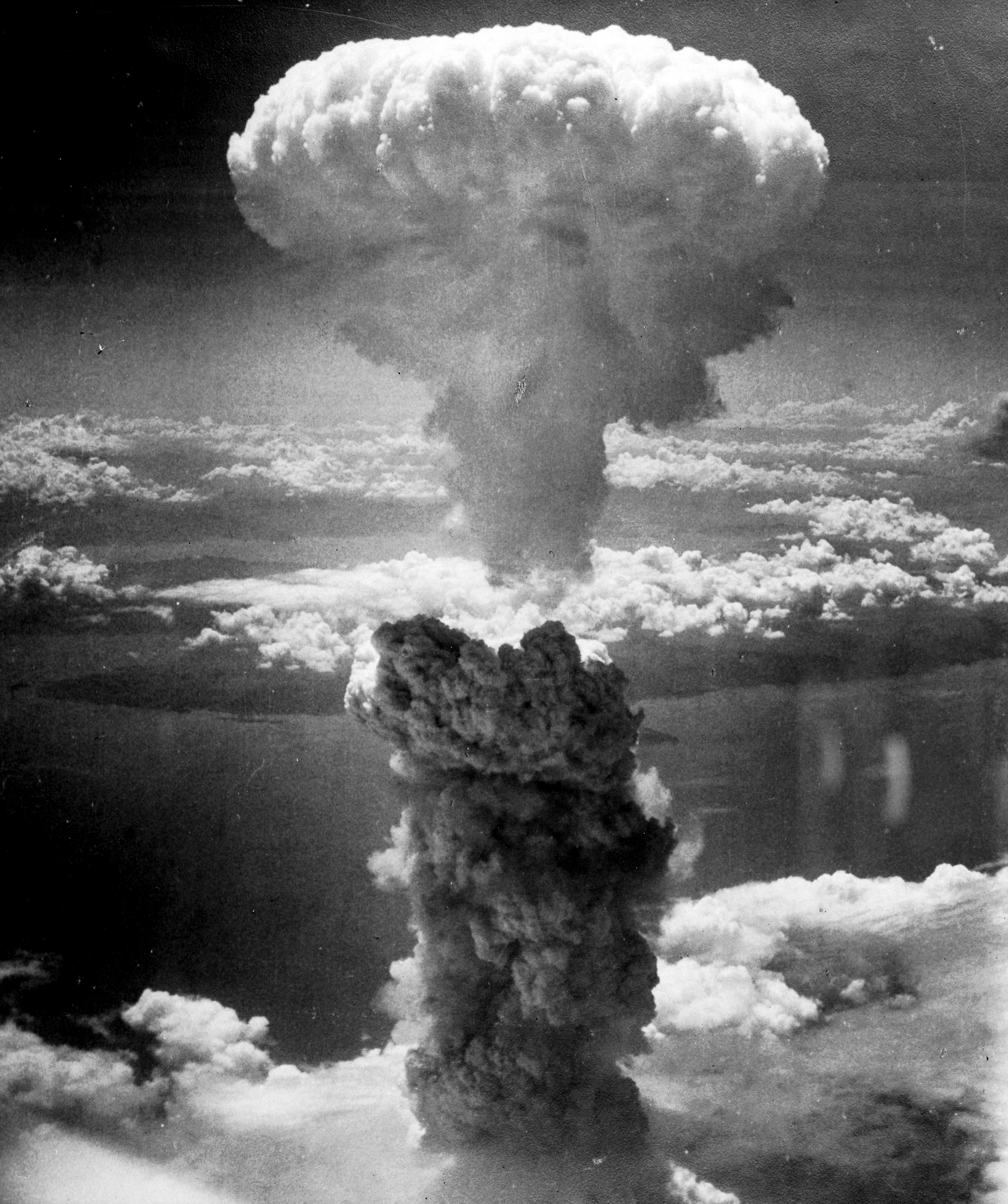
La bomba atomica di Nagasaki ha ucciso istantaneamente 40.000 persone.

La guerra è una situazione di conflitto tra Stati, organizzazioni o gruppi di persone relativamente grandi, caratterizzato dall'uso di violenza letale tra i belligeranti. Si è stimato che durante il XX secolo tra 167 e 188 milioni di esseri umani siano morti a causa della guerra.
Una percezione comune della guerra è una serie di campagne militari tra i due nemici che portano avanti una disputa sul potere, sul territorio, sulle risorse naturali, sulla religione o su altro. Una guerra ai fini di liberazione o occupazione di territori e paesi è a volte detta "guerra di liberazione", mentre una guerra tra elementi di uno stesso Stato è detta "guerra civile".
La storia della guerra è stata un continuum di scoperte e innovazioni in campo tecnologico e tattico, come il combattimento corpo a corpo, l'uso di armi a lungo raggio, la propaganda e lo sterminio etnico.
L'intelligenza militare ha sempre coperto un ruolo importante nel determinare vittorie e sconfitte. Nei conflitti moderni i soldati e i veicoli bellici sono usati per la terra, navi da guerra sono utilizzate per il mare e le potenze aeree per il cielo. Lo spazio è recentemente diventato un importante fattore nei conflitti, nonostante le guerre moderne non coinvolgano ancora lo spazio fuori dell'atmosfera. La guerra porta violentemente sviluppi in politica, storia e tecnologia. Importanti invenzioni in medicina, navigazione, metallurgia, produzione, energia nucleare e informatica sono state pensate inizialmente per scopi bellici.

### Commercio ed economia
Il commercio è lo scambio volontario di beni e servizi ed è oltretutto una forma di economia. Il meccanismo che favorisce lo scambio commerciale è chiamato mercato. L'origine del commercio è stato il baratto, ossia lo scambio diretto di beni e servizi. I commercianti moderni generalmente negoziano attraverso un mezzo di scambio, come la moneta. Come risultato, l'acquisto è separato dalla vendita. L'invenzione della moneta (e successivamente del credito, della banconota e del pagamento virtuale) ha semplificato e promosso notevolmente il commercio.
Il commercio esiste per diverse ragioni. A causa della specializzazione e della divisione del lavoro, molte persone si concentrano su un piccolo aspetto della manifattura o dei servizi, vendendo il loro lavoro come un prodotto. Il commercio tra più aree geografiche (nazioni, regioni o città) si crea perché ogni regione può avere un certo tipo di vantaggio nella produzione di alcuni beni, ad esempio per la maggiore manodopera che permette di abbassare i costi di produzione, o per i costi limitati di una certa risorsa. Il commercio tra diverse regioni rende dunque vantaggi a entrambe le parti.
L'economia è una scienza sociale che studia la produzione, la distribuzione e il commercio di beni e servizi.
L'economia viene generalmente distinta in macroeconomia, che studia le variabili aggregate (consumo, investimento, risparmio) e microeconomia, che studia le regole di comportamento economico dei singoli soggetti. Gli aspetti più importanti della economia sono la produzione, la distribuzione, il commercio e la concorrenza. L'economia cerca di prevedere soprattutto come i prezzi cambiano in funzione della domanda e dell'offerta.